# Transport ferroviaire en Chine
Le réseau de transport ferroviaire en Chine est devenu le deuxième du monde avec plus de 162 000 km de voies en janvier 2025 dont près de 48 000 km de voies à grande vitesse et le premier en termes de voies électrifiées avec 100 000 km de lignes soit 69,5 % de son réseau (décembre 2020). La longueur du réseau a ainsi été multipliée par sept depuis 1949.
Le réseau chinois à grande vitesse est, en janvier 2025, le premier au monde après des investissements de plus de 2 100 milliards de dollars ($) depuis 1990 et l'importation des technologies à grande vitesse venues de France (Alstom), du Canada (Bombardier), de Suède, de Suisse, d'Allemagne (Siemens) et du Japon.

## Histoire
L'histoire du transport ferroviaire en Chine se divise principalement sur trois parties, pendant la dynastie Qing (avant 1912), pendant la république de Chine (entre 1912 et 1949), et sous la république populaire de Chine (depuis 1949).

### Dynastie Qing (avant 1912)
En 1865, les Anglais construisent 600 m de voie ferrée à Pékin à titre de présentation du chemin de fer. Le gouvernement Qing démantèle la ligne presque aussitôt.

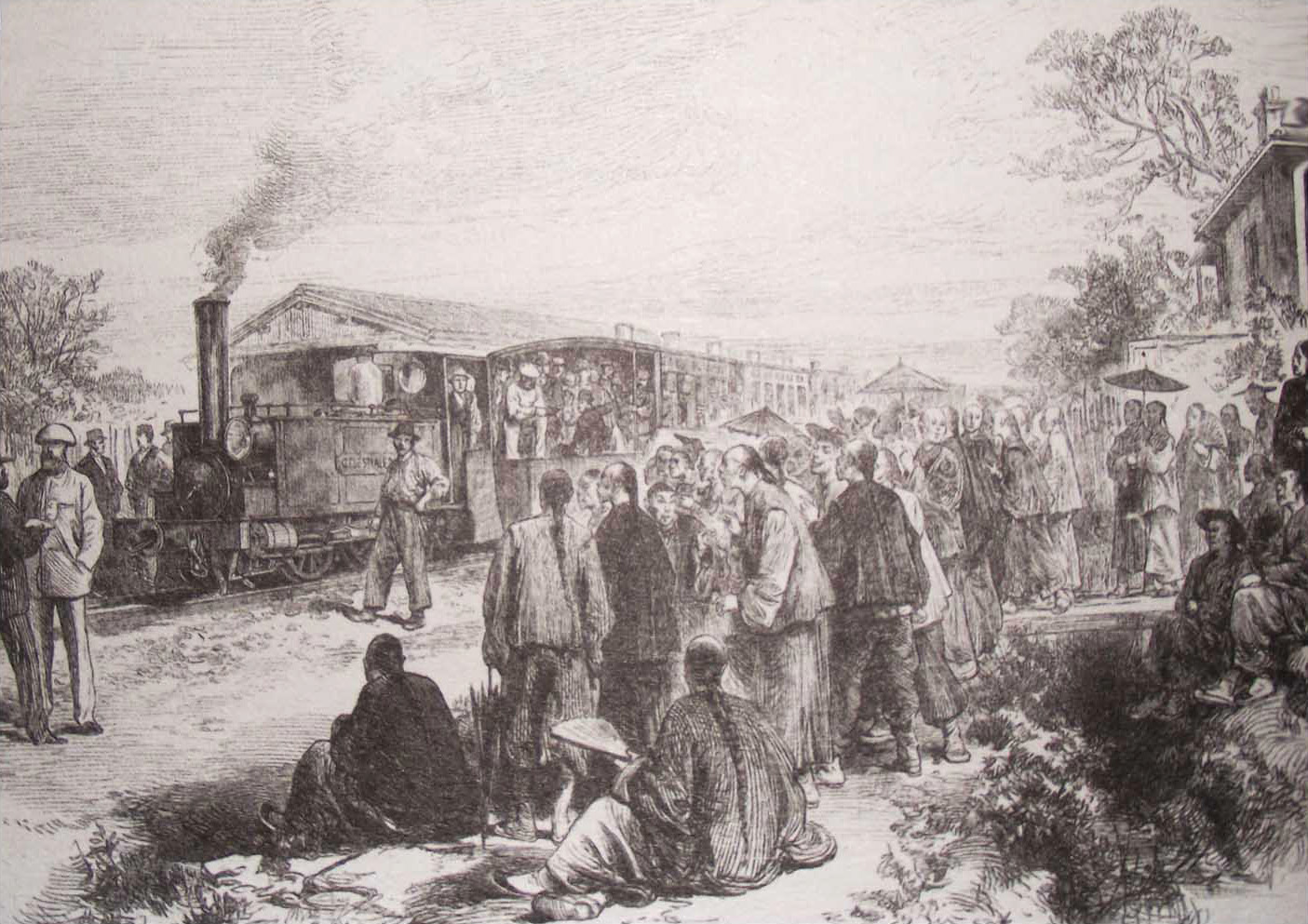
Ouverture de la première ligne en 1876

Le premier train chinois a roulé en 1876 à Shanghai, sur le chemin de fer du Wusong. Il fut construit par l'industriel belge Cockerill. La ligne de 14 km qui rejoignait Shanghai à Wusong fut démantelée un an plus tard par le gouvernement Qing.
Le Chemin de fer de l’Est chinois est une voie de chemin de fer tracée par l'Empire russe, en Sibérie et Nord Est de la Chine (Mongolie-Intérieure et Heilongjiang. Elle commence à être exploitée en 1901 et les transports de passagers y sont effectués à partir de 1903. La Russie avait obtenu des mandchous une concession de la péninsule du Liaodong.
La Société des chemins de fer de Mandchourie du Sud est une société créée par l'empire du Japon en 1906, après la guerre russo-japonaise de 1905 et ayant opéré les voies de la zone ferroviaire de Mandchourie du Sud.

### République de Chine (1912 - 1949)
En 1924, un accord entre la Chine et l'Union soviétique rétablit une administration commune entre ces deux pays
Dans les années 1930, à la suite de son rachat par le Manchoukouo (État fantoche japonais au nord-est de la Chine), la mesure du Chemin de fer de l’Est chinois, passe de la norme russe à la norme standard.
En 1945, à la fin de la Seconde Guerre mondiale, l'Union soviétique libère le Mandchoukouo de l'emprise japonaise et pille la compagnie japonaise, un nouvel accord entre l'URSS et la Chine est signé.

### République populaire de Chine (depuis 1949)

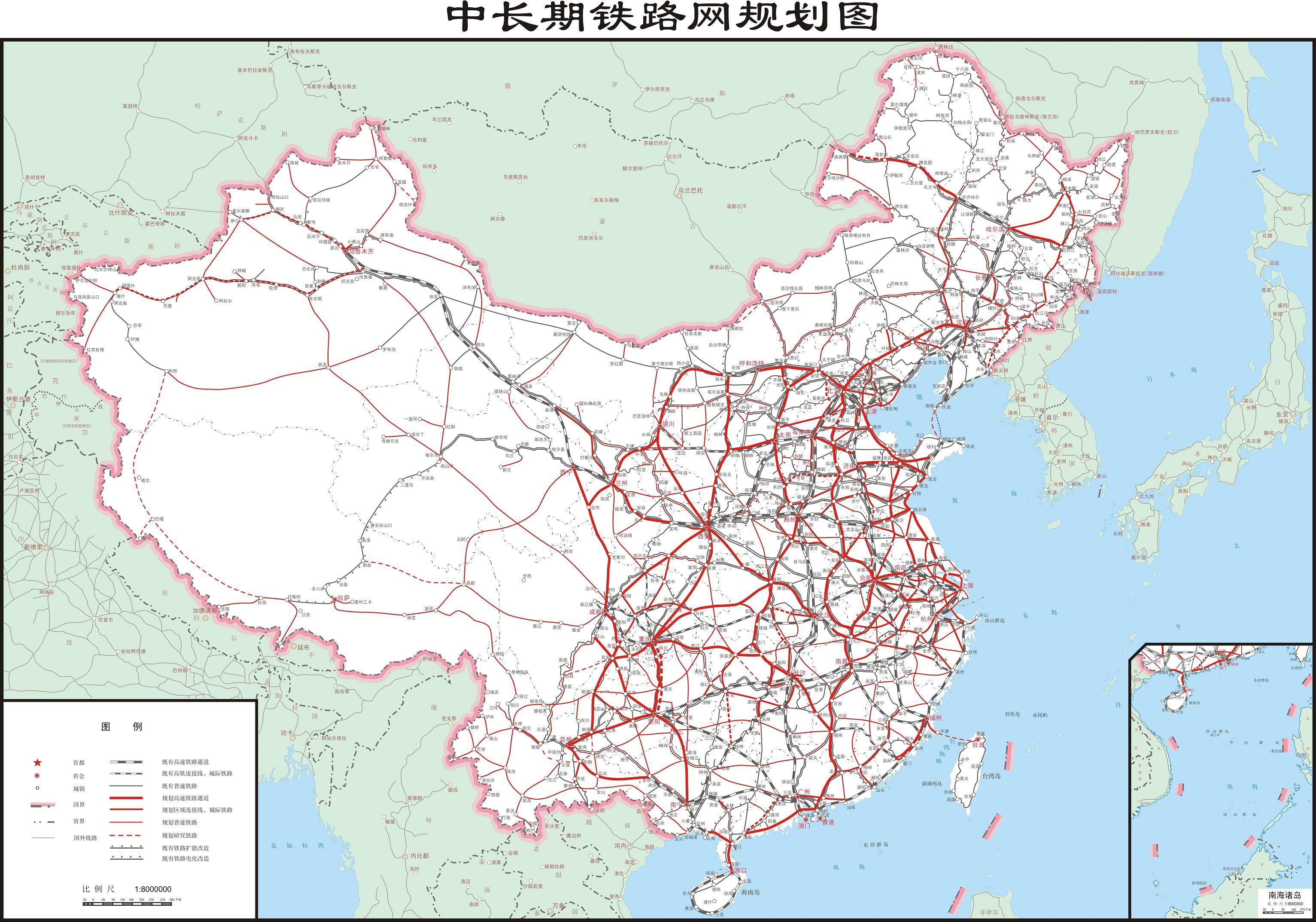
Plan d'extension (2016) du réseau ferré chinois, les traits en rouges et en grand pointillé noir sont les lignes à grande vitesse.

Entre 1997 et 2017, le Ministère des Chemins de Fer, devenu le CRC-China Railway Corporation en mars 2014 puis China Railway en 2019, a pris des mesures pour augmenter la vitesse des trains en améliorant le réseau national.
L'amélioration des ponts et tunnels, le doublage des voies uniques, l'électrification de certaines lignes, l'augmentation du rayon de certaines courbes et l'installation de voies spécialement dédiées aux trains à grande vitesse ont permis de faire passer la vitesse moyenne des trains de passagers chinois de 43 à 135 km/h, soit un triplement en seulement 20 ans.

## Administration

Logo des chemins de fer chinois

En mars 2013, le Conseil des affaires de l'État de la république populaire de Chine annonce le démantèlement du Ministère des Chemins de fer, dont la réputation était durement entamée par une série de scandales et dont les services vont être placés sous le contrôle du ministère des Transports.
De ce démantèlement naît le CRC (China Railway Corporation) en mars 2014.
Une administration d’État des chemins de fer a été chargée du fonctionnement du ministère dissout, des normes techniques ferroviaires, de la sécurité sur le réseau et du contrôle de la qualité. Les missions commerciales de l'ex-ministère sont confiées à une nouvelle entreprise publique, d'inspiration privée, le CRC, chargée du transport fret et passager.
Depuis 2019, China Railway Corporation est restructuré pour devenir China State Railway Group Company, son nom commercial étant plus simplement China Railway (CR).

## Réseau ferroviaire national
La Chine possède le deuxième plus grand réseau ferroviaire du monde, comprenant le plus grand réseau à grande vitesse du monde, où l'ensemble des divisions provinciales sont desservies en lignes classiques sauf Macao et en lignes à grande vitesse sauf Macao et la région autonome du Tibet.

Le réseau ferroviaire chinois, avec les lignes à grande vitesse en couleurs.

### Lignes classiques

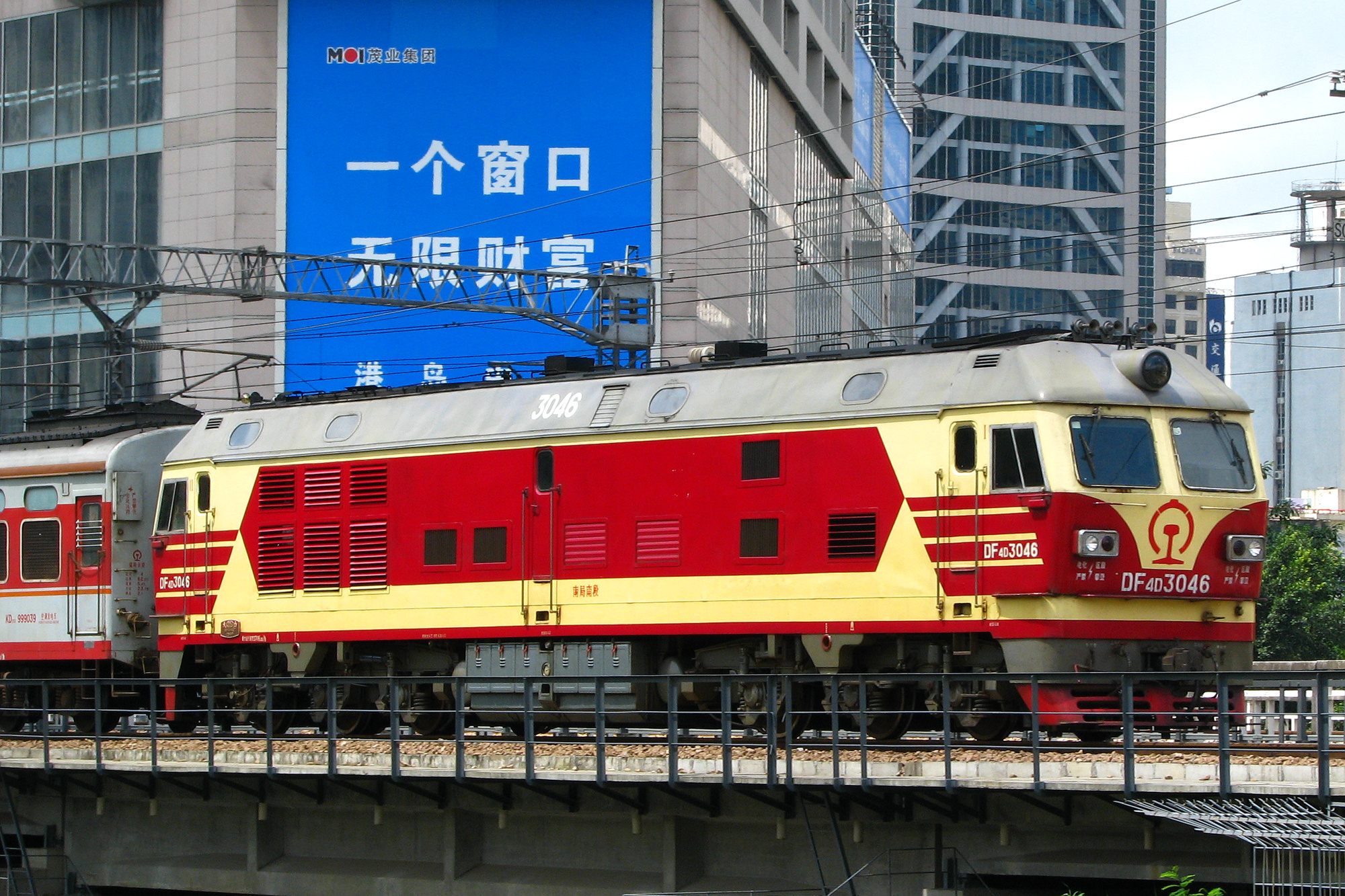
En 2008, un train classique sur la ligne Guangzhou - Shenzhen.

Le réseau ferroviaire classique est constitué de 16 artères principales, dont 8 verticales et 8 horizontales, composées de grandes lignes radiales centrées sur Pékin ainsi que des lignes transversales reliant l'ensemble du territoire national, ayant favorisé le désenclavement et le développement économique des territoires.
Avec le développement du réseau à grande vitesse, les lignes classiques gardent un rôle régional dans le transport de passagers et garantissent le besoin grandissant du transport de marchandises.
- Ligne Pékin - Harbin
- Ligne Pékin - Baotou
- Ligne Qing-Zang
- Ligne Sichuan - Tibet

### Lignes à grande vitesse

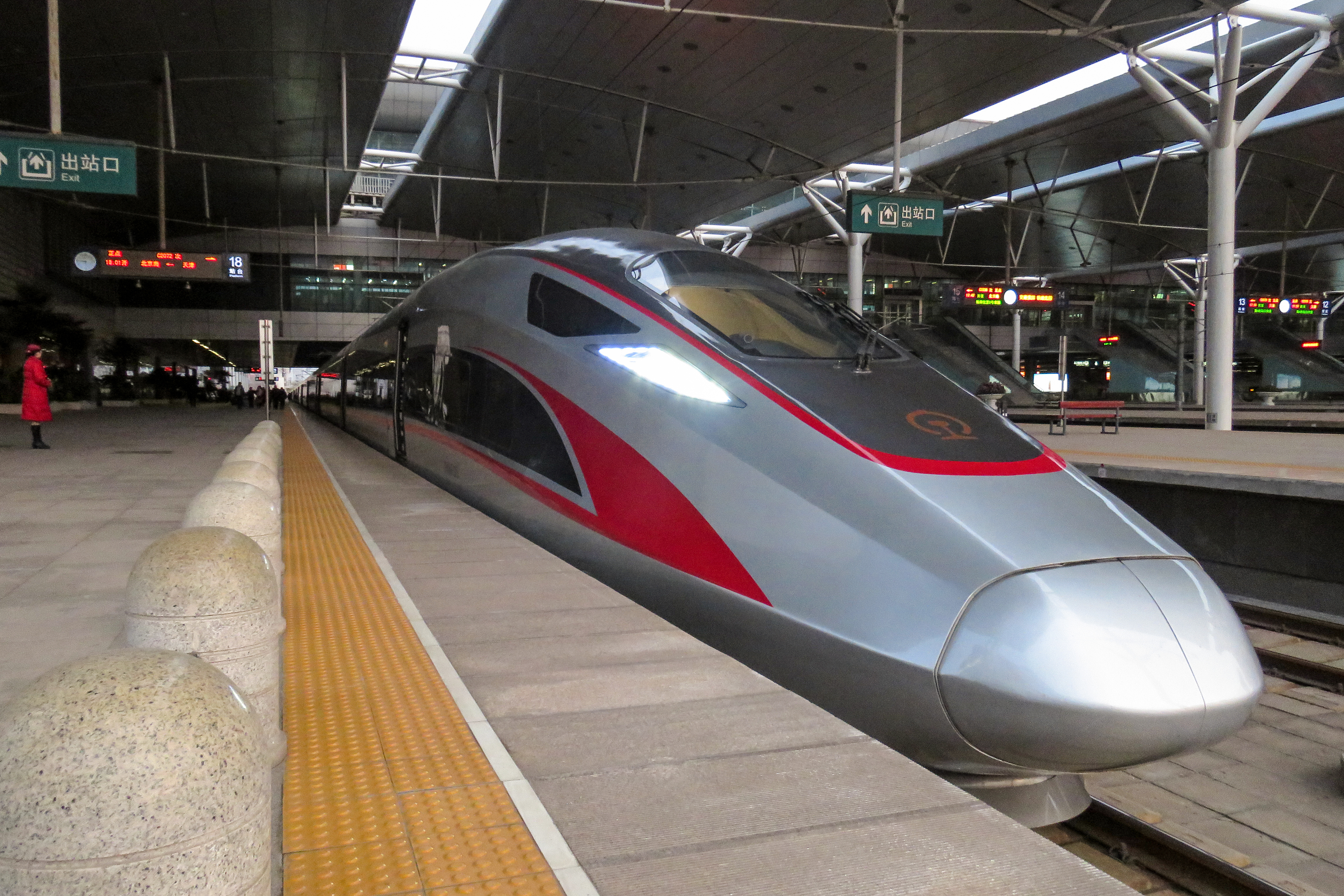
Un Fuxing CR400AF à la gare de Pékin-Sud

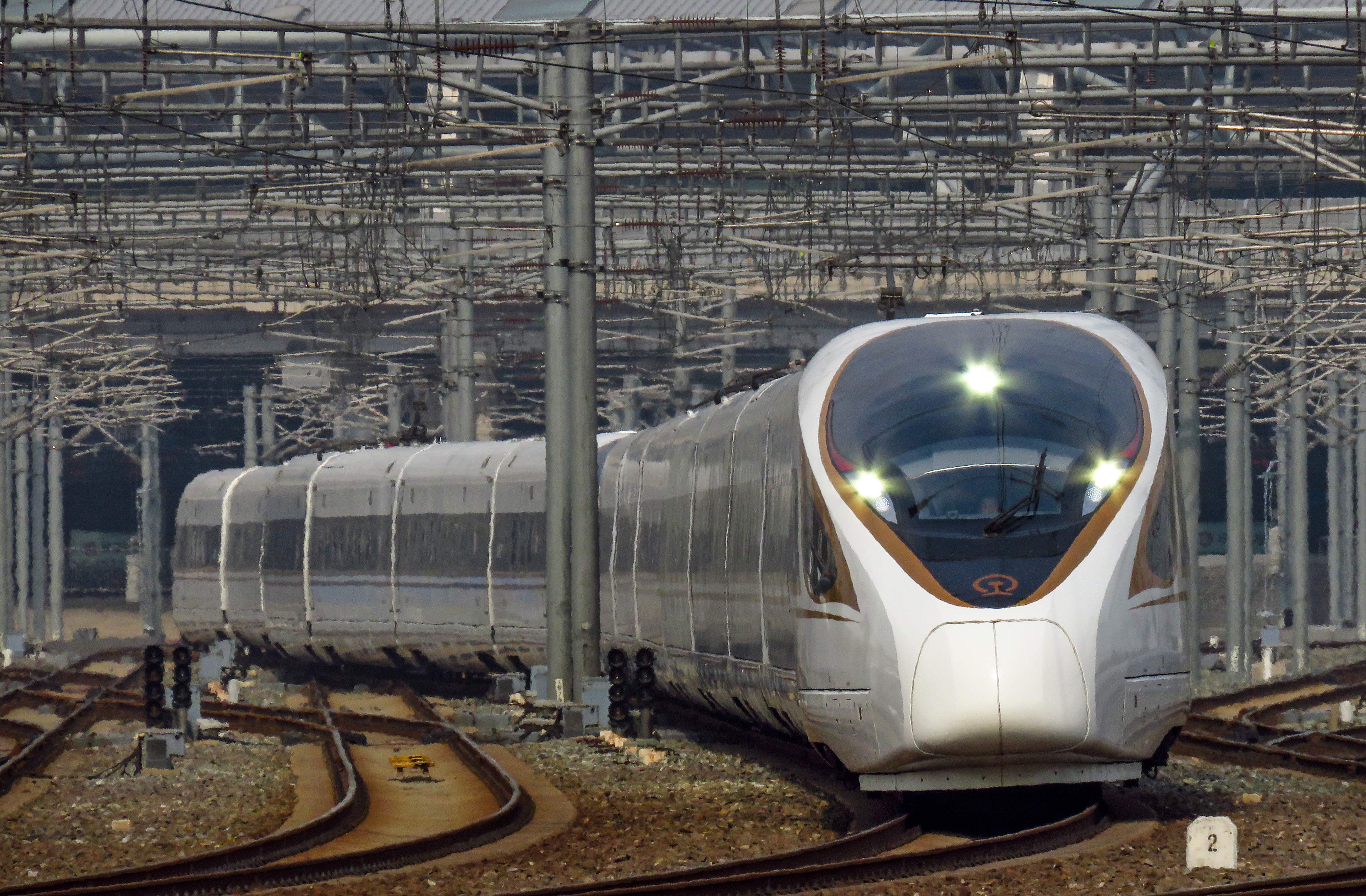
Un Fuxing CR400BF près de la gare de Shanghai-Hongqiao

Depuis l'ouverture en 2008 de la LGV Pékin - Tianjin, la Chine est entrée dans une nouvelle ère de développement du réseau de lignes à grande vitesse. En l'espace de 12 ans, le réseau de lignes à grande vitesse en Chine représente 78% du total mondial avec plus de 36 000 km de voies dédiées aux trains à grande vitesse (fin juillet 2020).
Depuis 2018, le Fuxing CR400 (Renaissance), nouveau train à grande vitesse de technologie chinoise à 97 % (brevets chinois et construction des matériels en Chine à 100 %), est mis en service progressivement sur plusieurs lignes supportant des vitesses de 350 km/h. Cette nouvelle gamme de trains Fuxing (CR) est amenée à remplacer les trains Hexie (CRH) issus des technologies étrangères.

Réseau de lignes à grande vitesse en 2018

## Transport de passagers

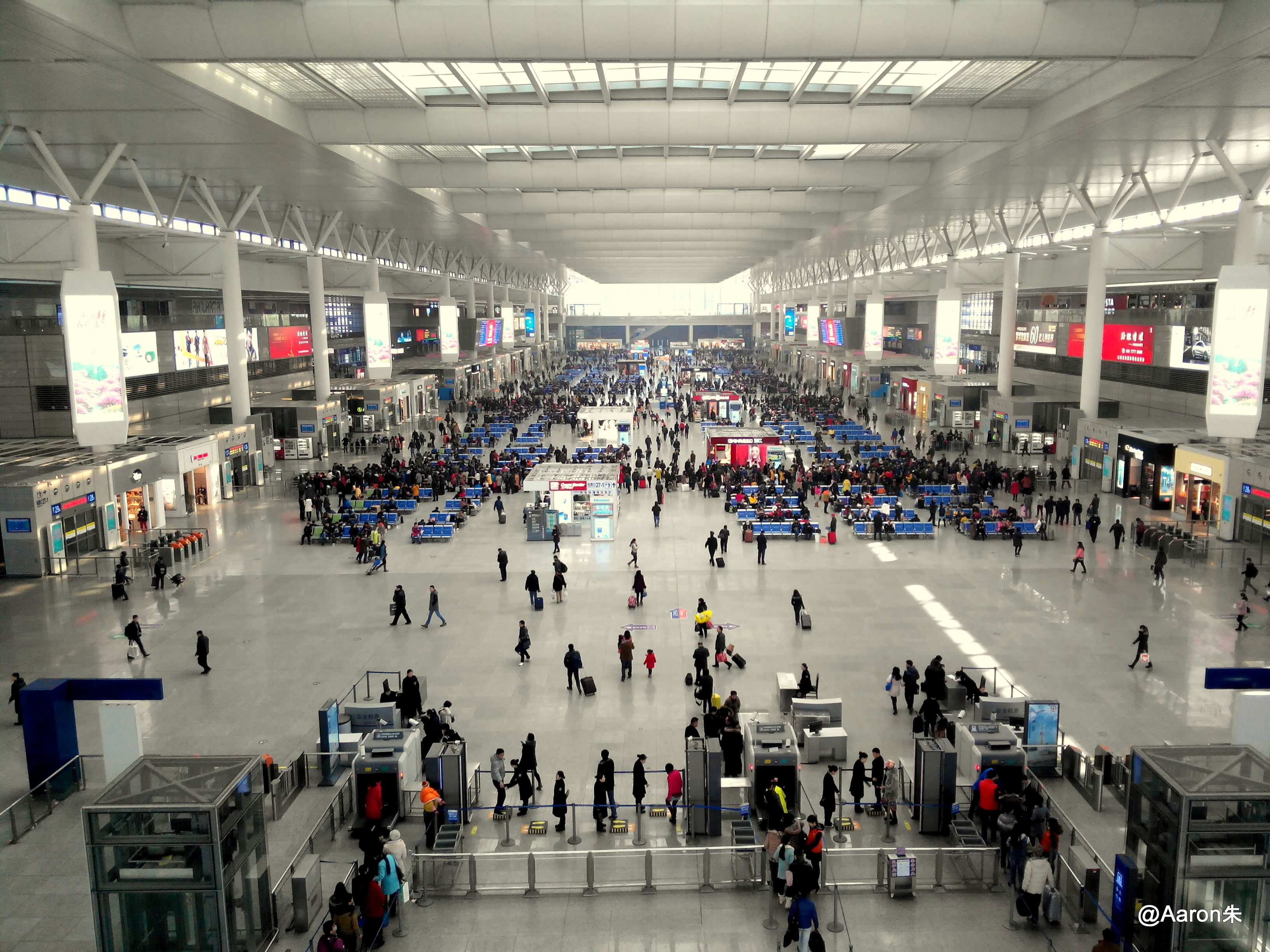
Intérieur de la gare de Shanghai-Hongqiao

Le train est devenu de loin le premier moyen de transport en Chine, avec plus de 2.500 gares majeures et plus de 132 villes millionnaires desservies.
Plus de 19 milliards de voyages ont été effectués en train en 2012, en très nette croissance depuis la mise en place des lignes à grande vitesse, qui représentent déjà plus de 50 % du trafic sur environ 13 % du réseau.
Beaucoup de ces voyages ont lieu pendant la période du Chunyun (春运, "déplacement du printemps"), à l'occasion des vacances du Nouvel an Chinois, pendant laquelle les transports ferroviaires ont transporté plus de 2,11 milliards de personnes en 2012.

### Réduction de vitesse
À la suite de l'accident de 2011, la vitesse maximum de 350 km/h de certains trains à grande vitesse a été réduite à 300 km/h.
Depuis le 26 juin 2017 (officialisé le 21 septembre 2017) avec la nouvelle gamme de trains Fuxing, la vitesse est de nouveau autorisée à 350 km/h pour les grandes lignes le permettant.

### Numérotation des trains de passagers
Chaque train a un numéro d'identification de deux à quatre caractères. Le premier caractère peut être alphabétique ou numérique, alors que les second et quatrième caractères sont forcément tous numériques. Un même train peut utiliser deux numéros pour une seule destination. Le numéro du service permet donc de déterminer le type de service du train ainsi que sa direction.
La règle générale de numérotation est la suivante :
- Pékin est considéré comme étant le centre du réseau, le train en partance est le service descendant, numérotation impair, tandis que celui qui arrive est le service montant, numérotation pair : par exemple, le numéro T103 (de Pékin à Shanghai) ou le numéro N522 (de Hangzhou à Meilong).
- Si les voies sur lesquelles roule le train vont vers Pékin, mais que le train n'y va pas lui-même (par exemple de Shanghai à Nanjing-Ouest), les trains sont encore numérotés selon la règle ci-dessus.
- Si les voies ne vont pas vers Pékin (par exemple le chemin de fer de Longhai), le train vers le sud (ou vers l'est) est qualifié de montant, tandis que celui qui va vers le nord ou vers l'ouest est descendant.
- Si un train change de statut pendant son parcours (de montant, il passe à descendant, ou le contraire), il est désigné par un double numéro : par exemple K56/57 (de Shanghai à Harbin). Le numéro K56 est utilisé pour la partie Shanghai-Tangshan, puis K57 pour la partie Tangshan-Harbin.

Les lettres-préfixe permettent de déterminer le type de service, autrement dit la catégorie de vitesse du train (depuis décembre 2014) :

#### Trains à grande vitesse

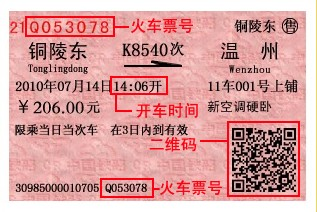
Un billet de train classique, de Tonglingdong à Wenzhou.

- G (Grande vitesse)

Prononcé gao (高), du premier caractère de "trains à unités multiples à grande vitesse" (高速动车组列车). Les services commençant par G circulent principalement sur les lignes à grande vitesse à une vitesse maximum de 250 à 350 km/h, reliant les grandes villes chinoises.
La numérotation peut aller de G1 à G9998.
- C (Inter-cités)

Prononcé cheng (城), du premier caractère de "trains à unités multiples inter-cités" (城际动车组列车). Les services commençant par C circulent principalement sur les lignes à grande vitesse dédiées aux services inter-cités ou régionaux, à une vitesse maximum de 250 à 350 km/h. Par rapport aux trains G, ils ont la particularité de réaliser des trajets de plus courtes distances, avec souvent plus d'arrêts.
La numérotation peut aller de C1 à C9998.
- D (Train à unités multiples)

Prononcé dong (动), du premier caractère de "trains à unités multiples" (动车组列车). Cette appellation en chinois désigne communément les trains à grande vitesse, afin de distinguer des trains traditionnels. Les services commençant par D circulent principalement sur les lignes à grande vitesse à une vitesse maximum de 250 km/h, reliant les grandes villes chinoises.
La numérotation peut aller de D1 à D9998.
Il est à noter que les trains qui opèrent pour les services G, C ou D peuvent être identiques, la lettre indique simplement le type de service effectué.

#### Trains classiques
- S (Banlieue)

De shi (市), du premier caractère de "trains de banlieue" (市郊旅客列车). Ces services desservent les lignes de banlieue.
- Z (Express direct)

Prononcé zhi (直), du premier caractère de "trains express directs" (直达特快列车). Les services Z impliquent techniquement que le train soit sans arrêts, sur des lignes classiques à une vitesse maximum de 160 km/h. Cependant la plupart ont quelques arrêts entre les deux terminus.
La majorité proposent des couchettes/sièges mous, tandis que quelques-uns subsistent en sièges durs.
La numérotation peut aller de Z1 à Z9998.
- T (Express)

Prononcé te (特), du premier caractère de "trains express" (特快列车). Il effectue quelques arrêts sur son parcours, surtout dans des grandes villes, capitales de province, ou durant de courts moments pour faire le plein. La vitesse maximum est de 140 km/h.
La numérotation peut aller de T1 à T9998.
- K (Rapide)

Prononcé kuai (快), du premier caractère de "trains rapides" (快速列车). Il s'arrête dans quelques gares importantes. La vitesse maximum est de 120 km/h.
La numérotation peut aller de K1 à K9998.
- Train général rapide

Le train général rapide (普通旅客快车, abrégé en 普快 pukuai ) est en réalité un véritable euphémisme pour qualifier des trains lents qui s'arrêtent dans à peu près la moitié des stations rencontrées au long de la voie. La vitesse maximum est de 120 km/h.
La numérotation peut aller de 1001 à 5998.
- Train Général

Le train général (普通旅客慢车, abrégé en 普慢 puman ou 慢车 manche ) , est le type de train le plus lent qui s'arrête à toutes les gares rencontrées ; il a la plus basse priorité dans l'horaire des trains. Le nombre d'arrêts est le plus grand possible, ce qui fait qu'il est souvent le choix préféré des travailleurs ruraux qui vont visiter leur village natal. Depuis le développement du réseau à grande vitesse, ces trains sont de plus en plus remplacés ou simplement supprimés.
La numérotation peut aller de 6001 à 7598.
- L (Train temporaire)

Seulement disponibles aux heures de pointe.

### Tarifs

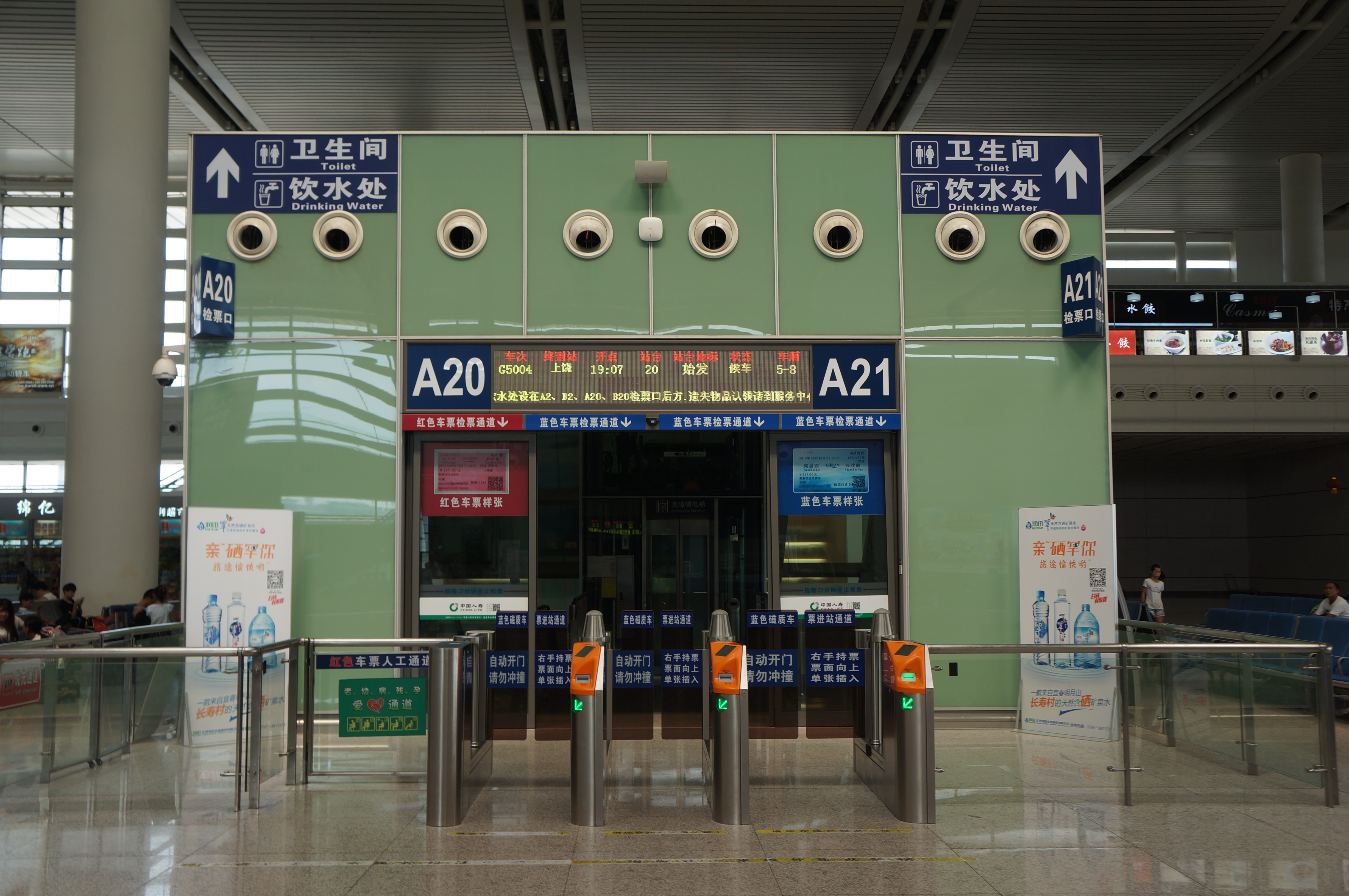
Entrée sur le quai à la gare de Nanchangxi (Nanchang-Ouest).

La plateforme de vente des billets de train se fait sur www.12306.cn, le service de billetterie en ligne. La majorité des passagers achètent désormais leurs billets via applications mobiles, notamment sur WeChat avec un service intégré. Le prix des billets de trains est bien inférieur aux prix connus dans les pays développés (Shanghai-Nanjing, 300km, 14-17 euros en TGV).
Pour une meilleure gestion du grand nombre de passagers, tous les billets sont désormais nominatifs, les résidents chinois achètent avec le numéro de carte d'identité, les étrangers avec le numéro de passeport valide. Ainsi, les résidents chinois n'ont pas besoin de retirer de billets, ils leur suffisent de passer leurs cartes d'identité sur les machines avant d'accéder aux quais. Pour les étrangers en revanche, dans de nombreuses gares, il faut toujours acheter ou retirer les billets dans les comptoirs des gares, toutefois certaines gares (Shanghai, Nanjing, etc..) permettent aux étrangers d'embarquer sans retirer les billets, juste en présentant leurs passeports. À partir de 2019, des essais ont lieu pour passer un billet numérique, le billet en carton sera bientôt remplacé.

#### Trains à grande vitesse

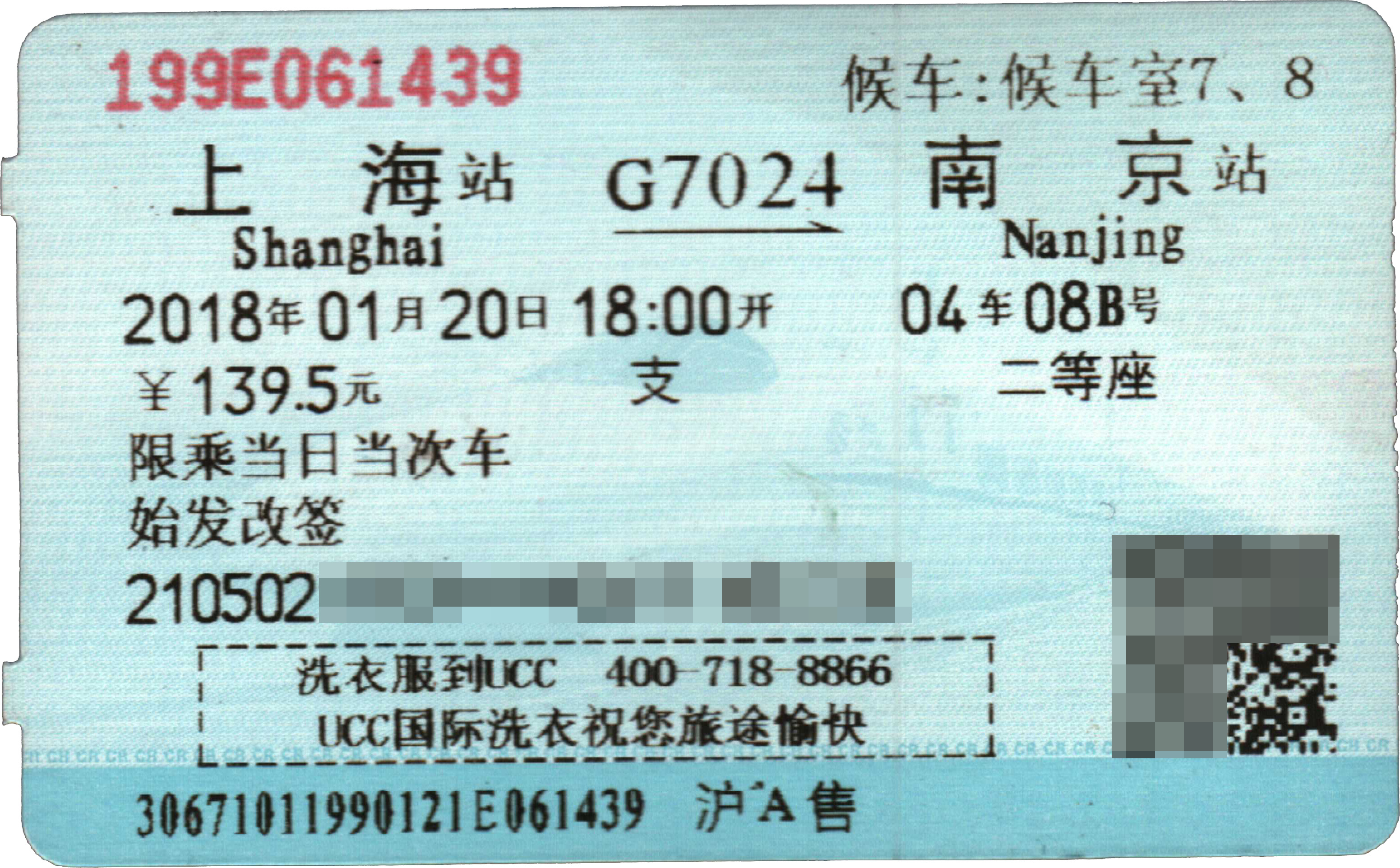
Un billet de train à grande vitesse, de Shanghai à Nanjing.

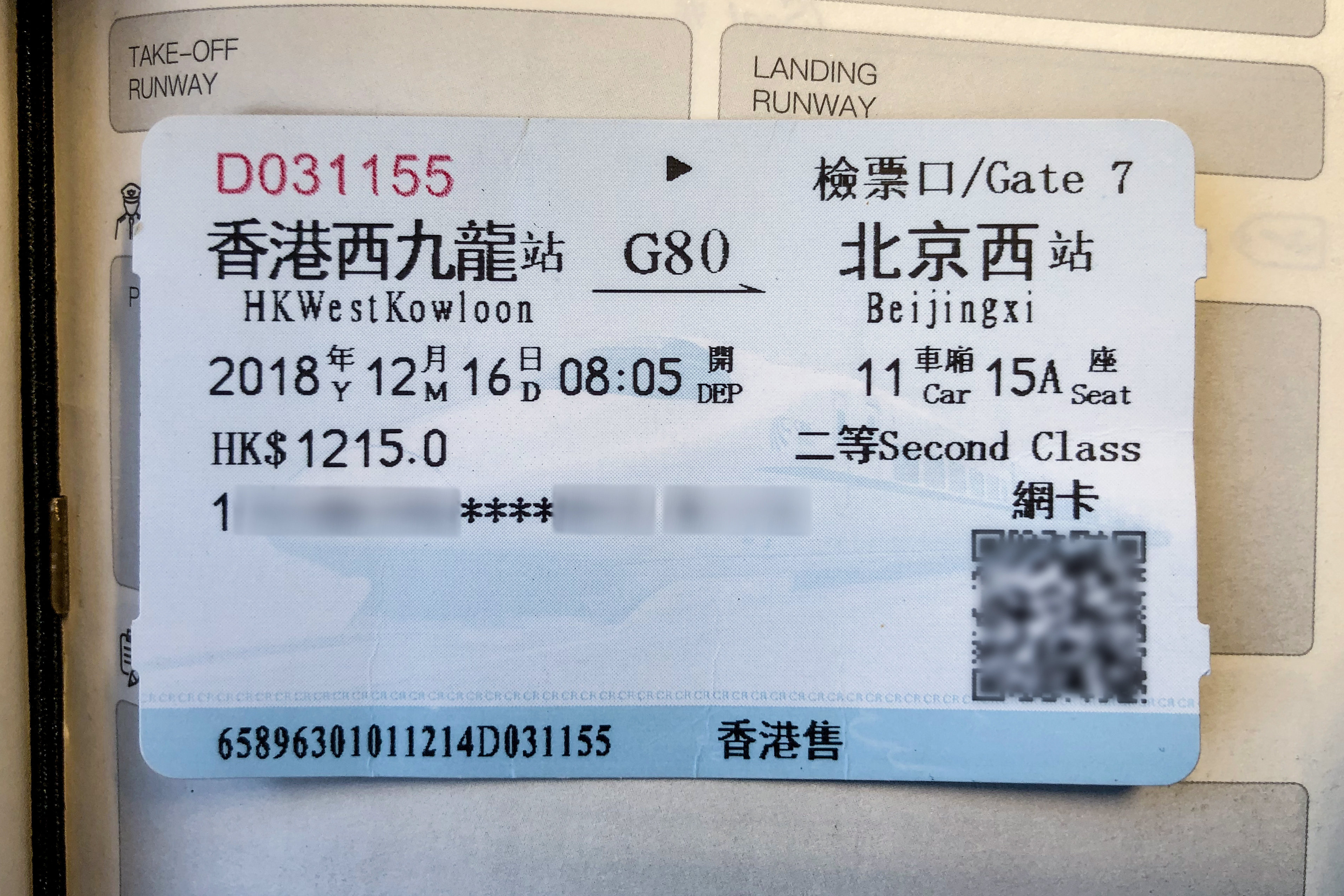
Un billet de train à grande vitesse, de Hong Kong-West Kowloon à Beijing (Pékin-Ouest). Les billets issus de la gare de Hong Kong sont en chinois et en anglais.

Les trains à grande vitesse (G, C et D) proposent quatre types de billets :
- La seconde classe (二等座) correspond à la majorité des voitures d'un train à grande vitesse, chaque rangée étant composée de 5 sièges (numérotés comme dans un avion, A, B, C d'un côté, D et F de l'autre séparés par le couloir)
- La première classe (一等座) correspond à une seule voiture d'un train, chaque rangée étant composé de 4 sièges avec plus d'espaces.
- La business class (商务座) correspond à un espace privé à côté de la cabine du chauffeur, avec 2 à 4 sièges selon les trains.
- Les couchettes (动车组卧铺) correspondent aux trains à unités multiples de la gamme des trains Hexie CRH, qui proposent des liaisons de nuit entre quelques grandes villes[4].

A noter que les trains à grande vitesse possèdent une voiture-restaurant avec un bar et un espace de déjeuner. Tous les sièges pivotent à 180° pour toujours être dans le sens de la marche.

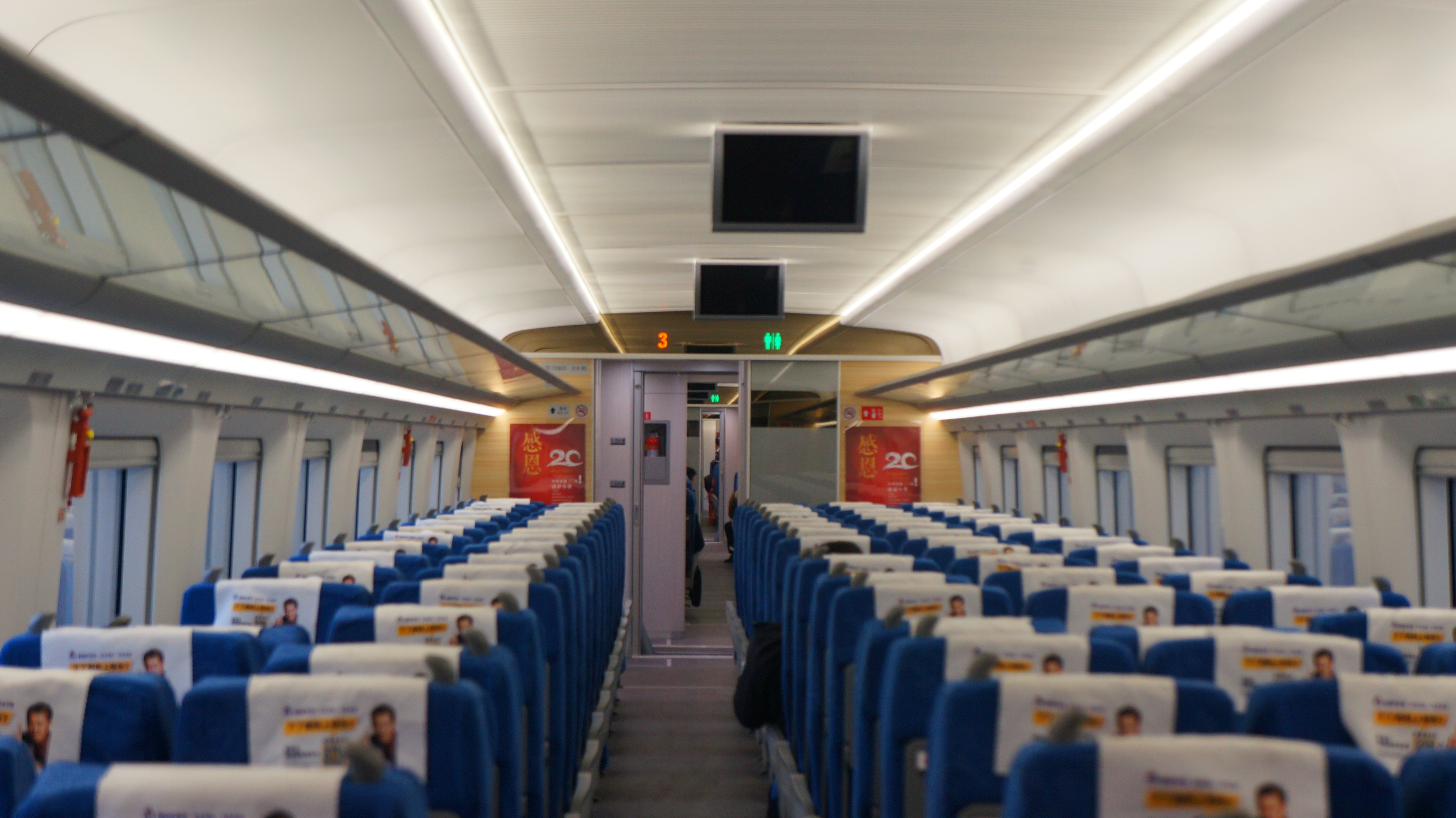
Seconde classe d'un CRH380D
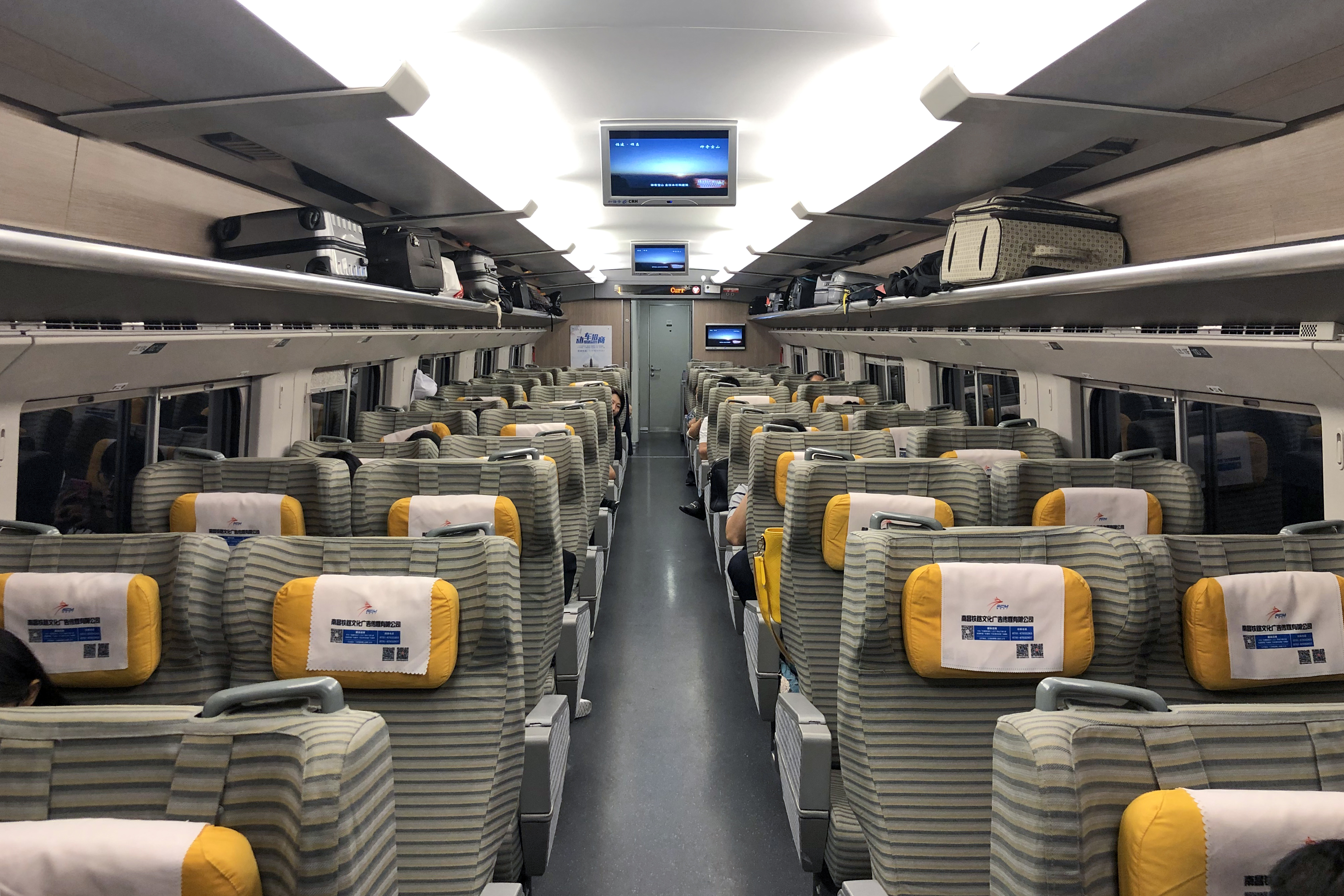
Première classe d'un CRH2A
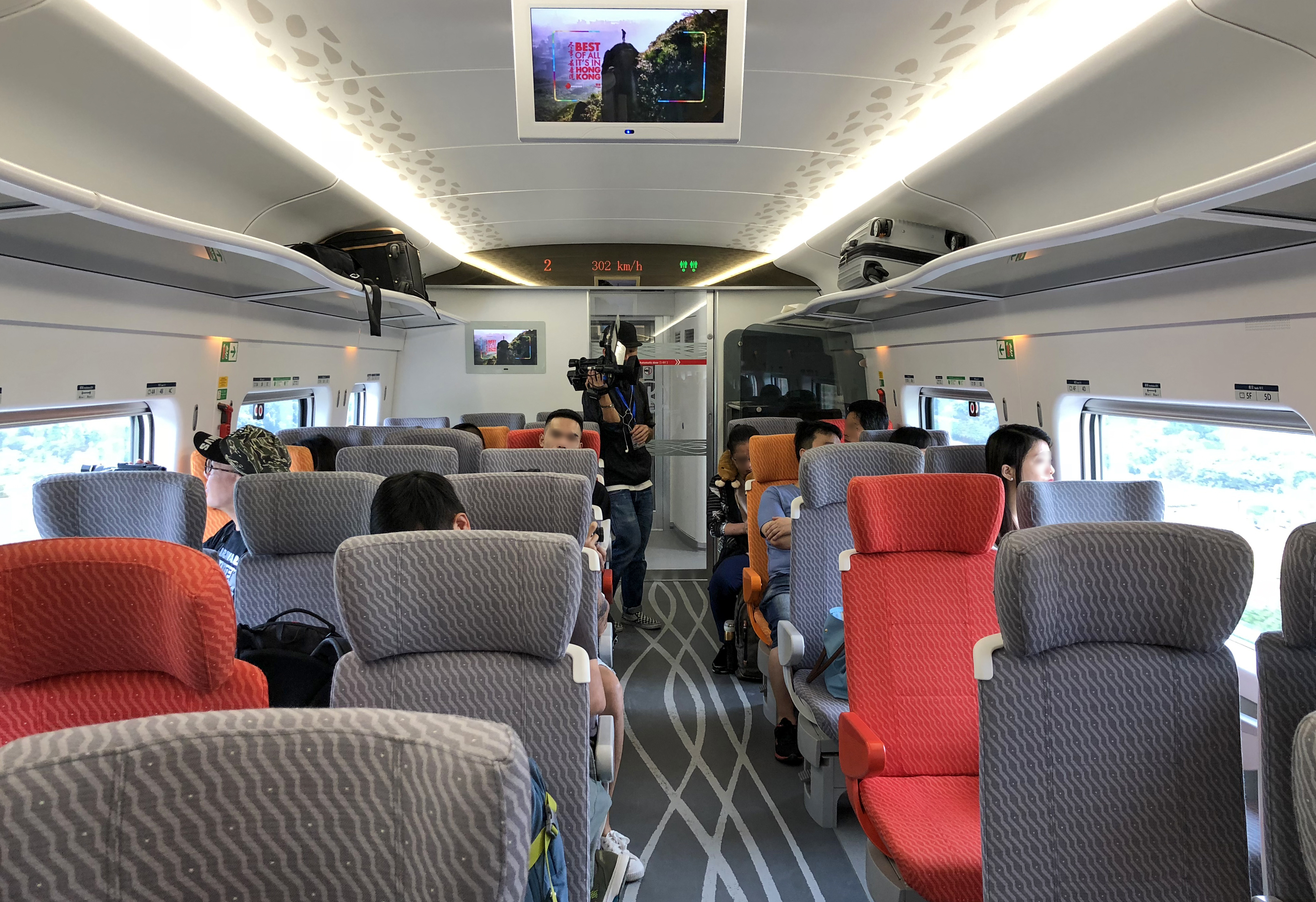
Seconde classe d'un CRH380A Vibrant Express (version MTR Hong Kong)
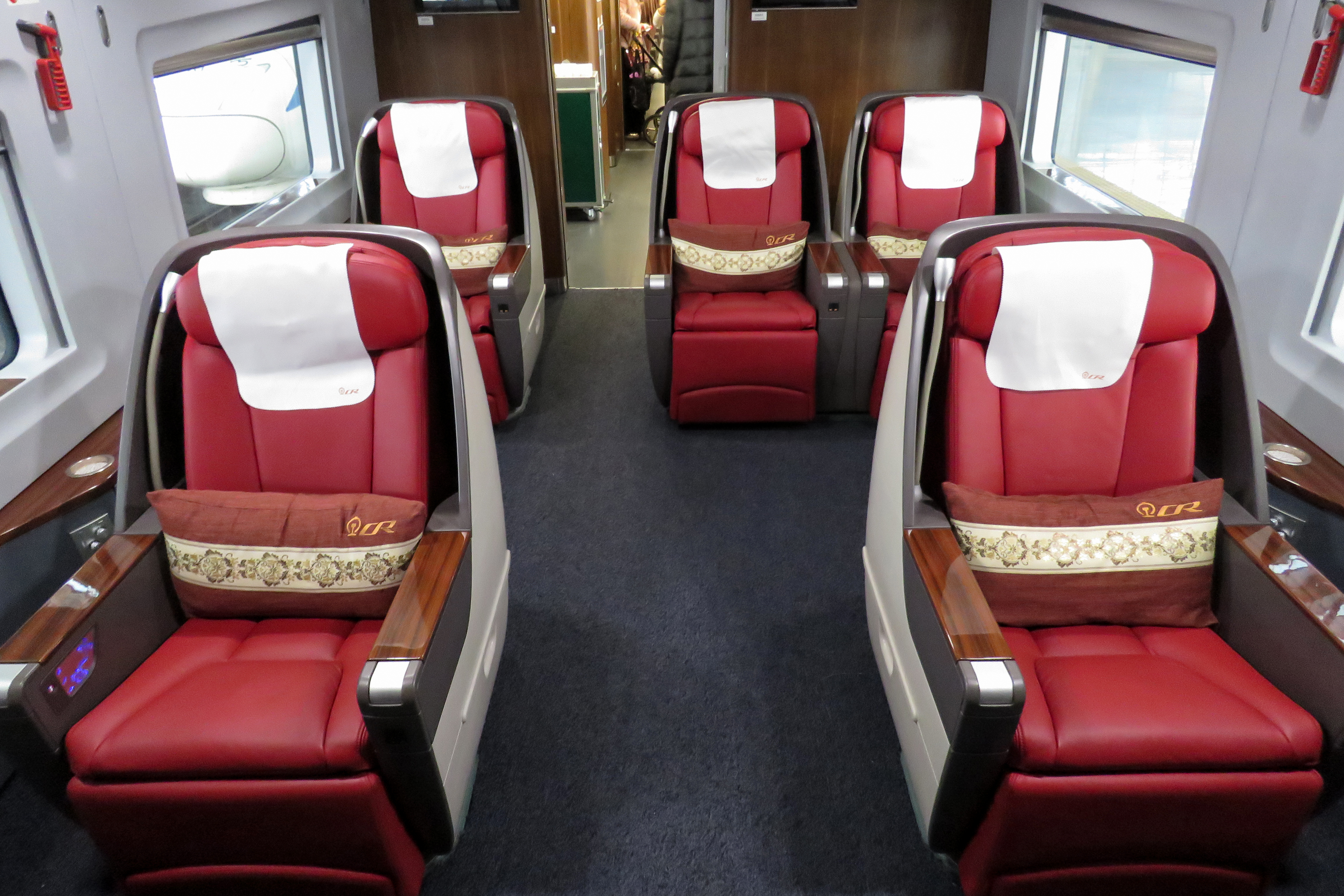
Business classe d'un Fuxing CR400BF
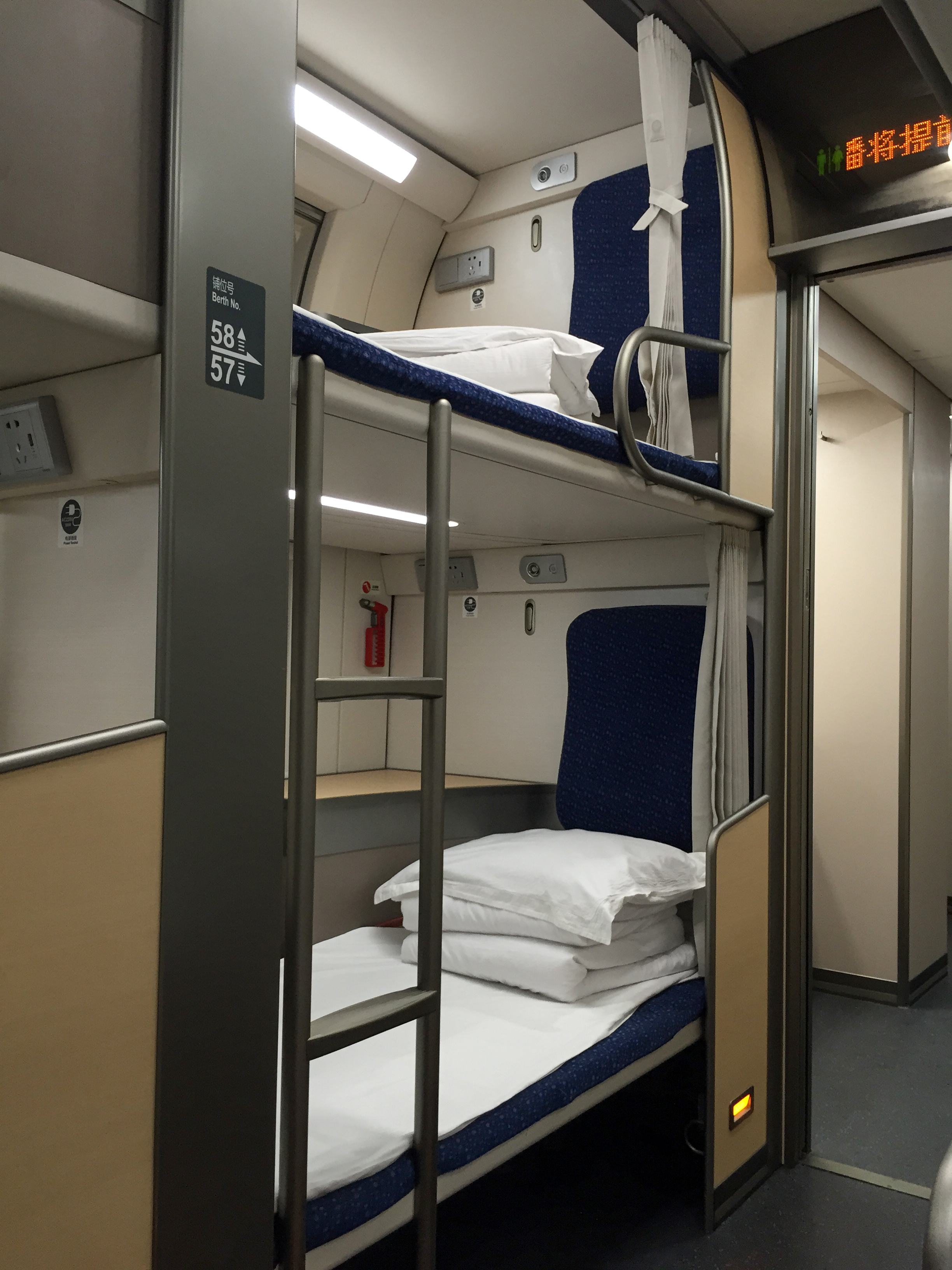
Trains couchettes d'un CRH2E

#### Trains classiques
Quatre types de billet peuvent être achetés pour les trains classiques :
- Les sièges durs (硬座 Yingzuo) qui sont le tarif de base, avec un confort similaire à la classe économique dans un avion. Sur les trajets les plus chargés, les passagers qui n'ont pas de place attitrée peuvent acheter ce type de billet.
- Les sièges mous (软座 Ruanzuo) sont un niveau au-dessus des sièges durs. Le confort est celui de la classe business dans les avions.
- Les couchettes dures (硬卧 Yingwo) sont le confort standard sur les trains de nuit. Malgré ce nom, les couchettes (au nombre de trois par côté de compartiment) sont relativement confortables pour une bonne nuit de sommeil.
- Les couchettes molles (软卧 Zhuanwo) comprennent un véritable lit (deux par compartiment) dans une cabine fermée. Ces tickets sont réservés la plupart du temps au moins une semaine avant le départ.
- Quelques trains ont un confort encore meilleur, appelé "Advanced Cab"(高级软卧包厢 ou 高包)

Les tarifs sont différents selon que le train dispose de l'air conditionné ou pas.

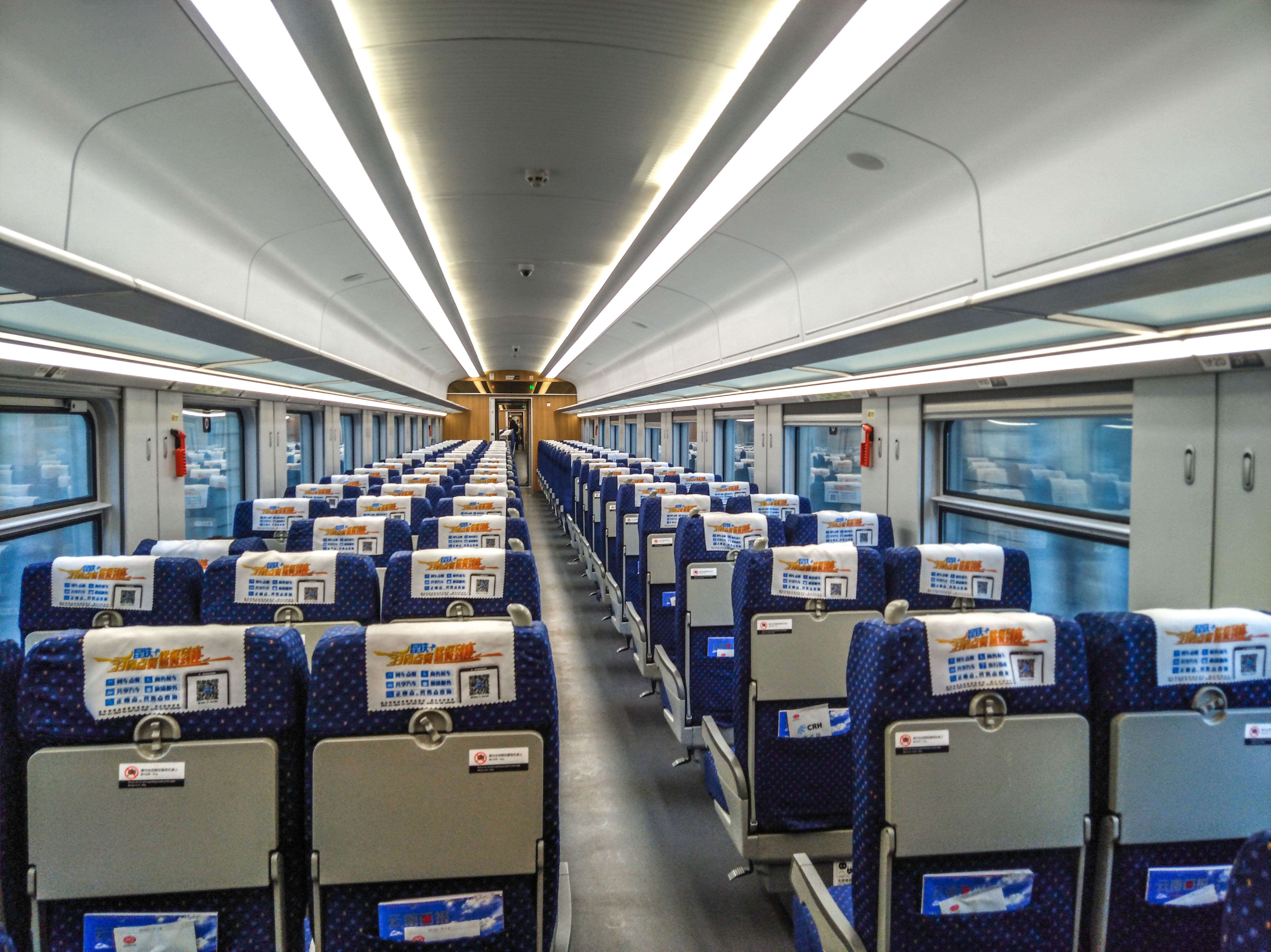
Seconde classe d'un CR200J
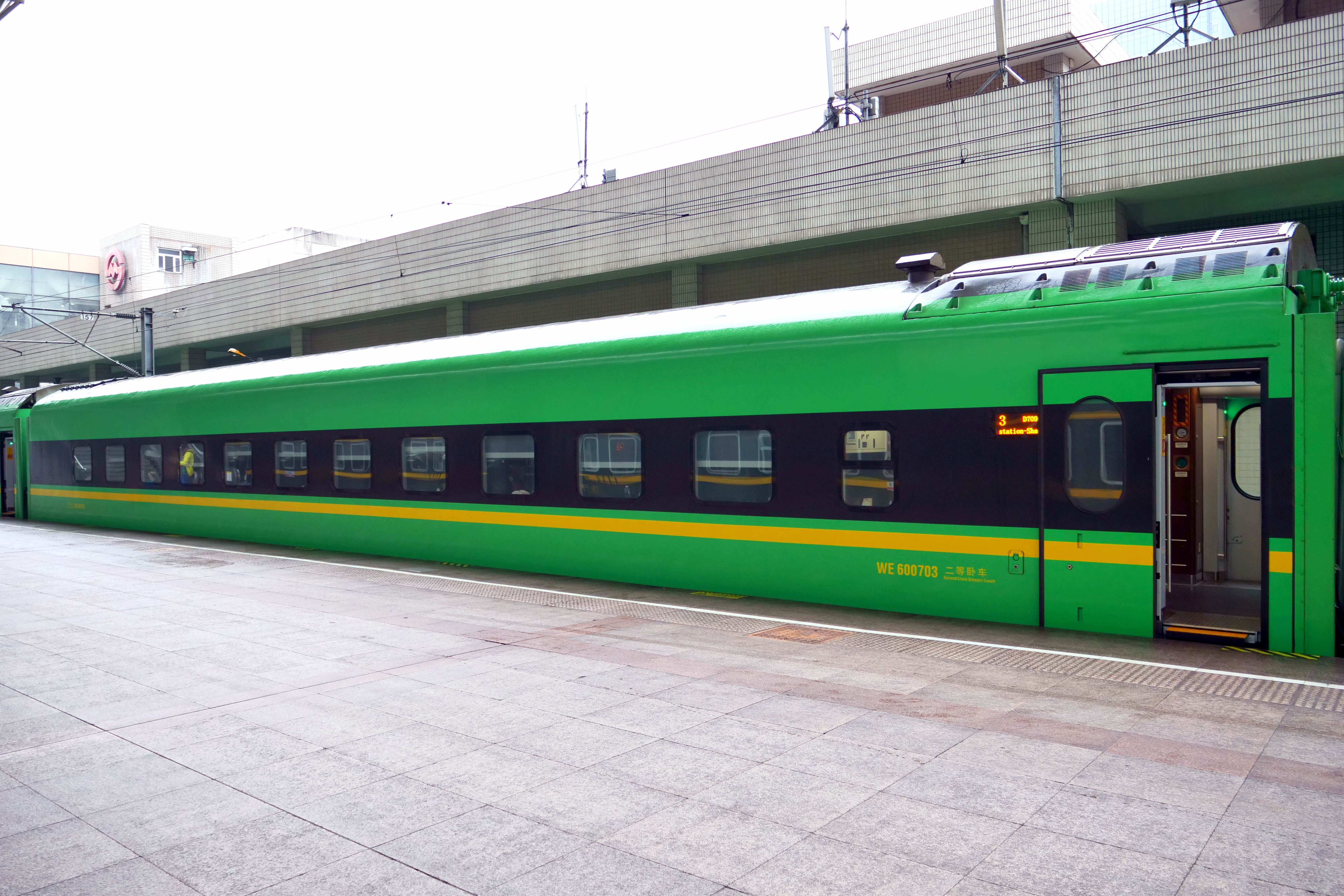
Voiture d'un CR200J
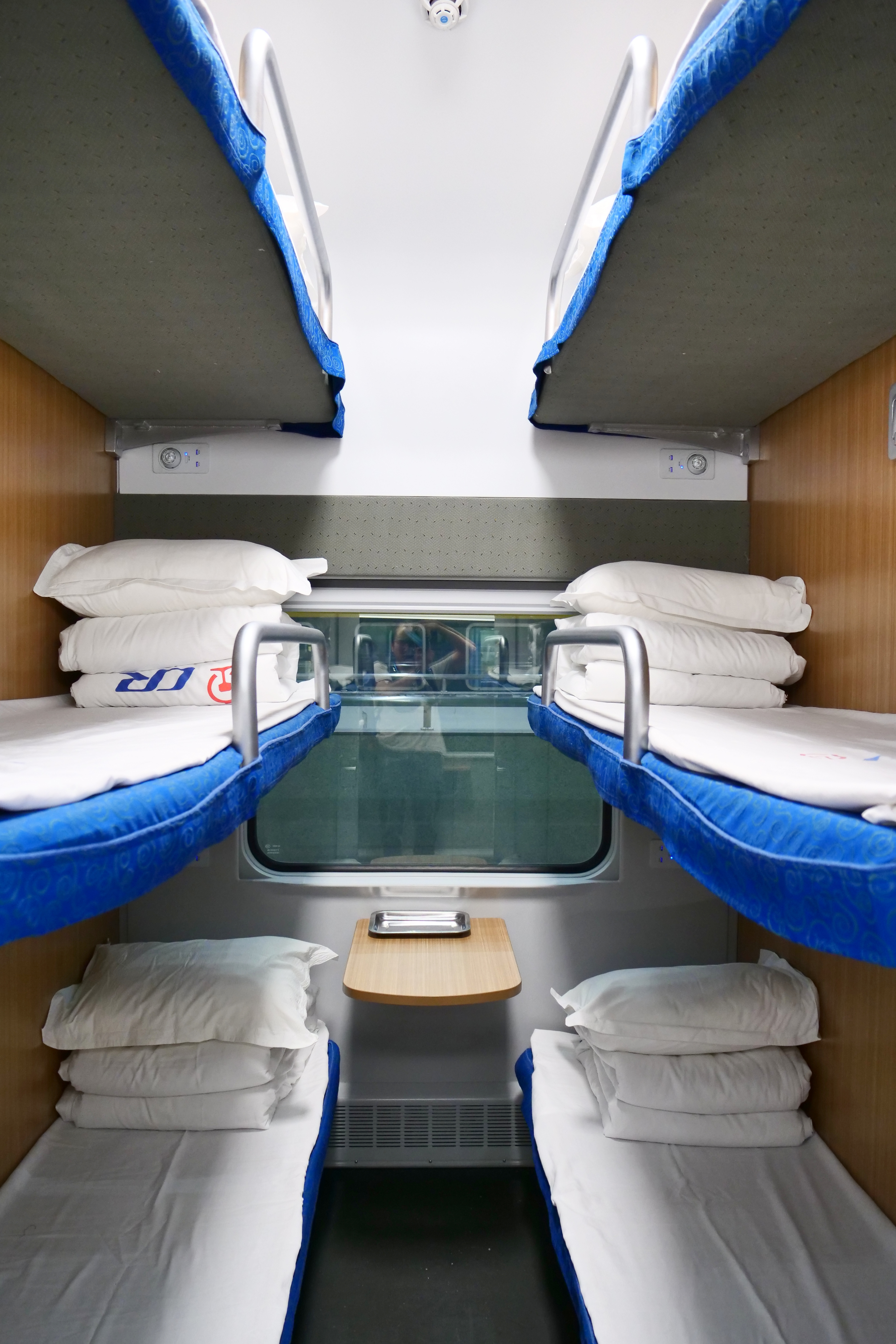
Couchettes d'un CR200J
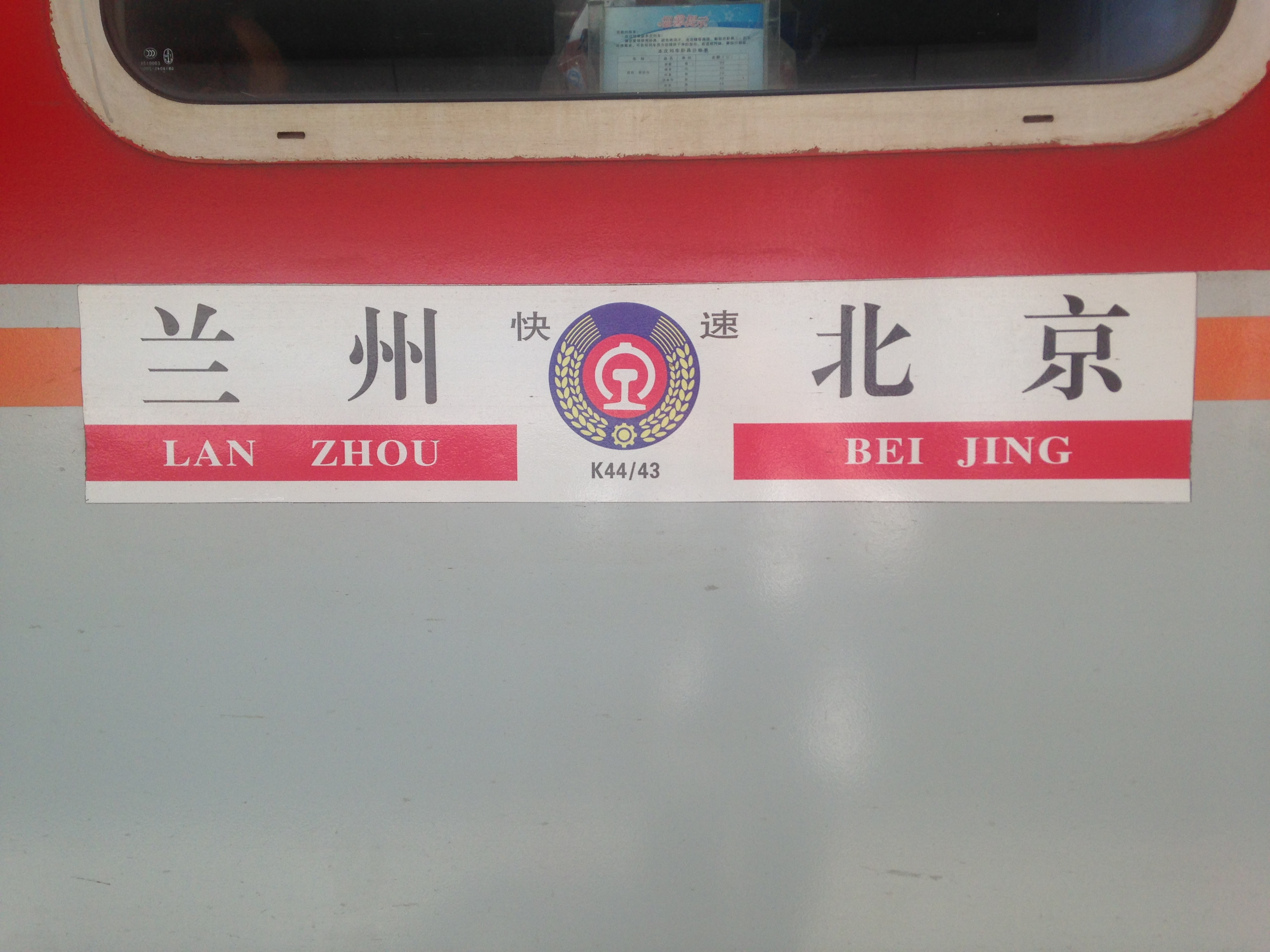
Un train classique de Lanzhou à Beijing.
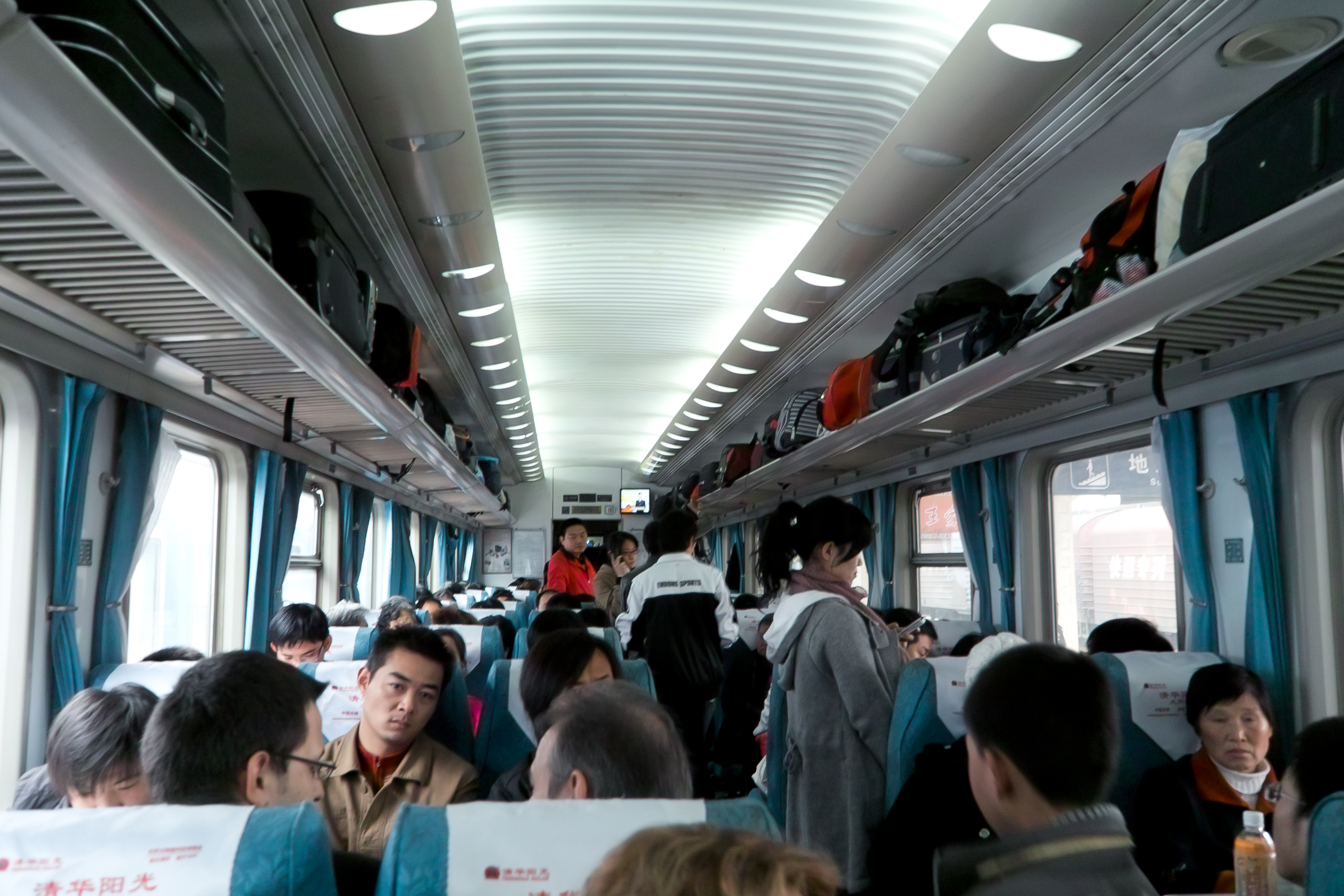
Intérieur d'un train classique

## Gares ferroviaires
La plupart des gares classiques portent simplement le nom de la ville, comme la gare de Pékin, la gare de Shanghai. Les gares construites depuis les années 2000, ou spécialement pour les lignes à grande vitesse, portent en général un suffixe de direction ou plus rarement le nom du quartier local seul ou en suffixe : 
- Gare de Xiamen-Nord, Xiamenbei 厦门北
- Gare de Hangzhou-Est, Hangzhoudong 杭州东
- Gare de Pékin-Ouest, Beijingxi 北京西
- Gare de Canton-Sud, Guangzhounan 广州南
- Gare de Shanghai-Hongqiao 上海虹桥

La signalétique en chinois et en anglais dans toutes les gares indiquent parfois le nom de la gare en anglais, comme Beijing South Railway Station, ou en pinyin, Beijingnan Railway Station.

Dans les affichages de trains ou sur les billets de trains sont indiqués plus couramment le nom de la gare en pinyin. Lors des voyages en trains, il vaut mieux donc connaître les quatre directions en chinois pour ne pas se tromper de gare : -bei (nord, 北), -dong (est, 东), -xi (ouest, 西), -nan (sud, 南).

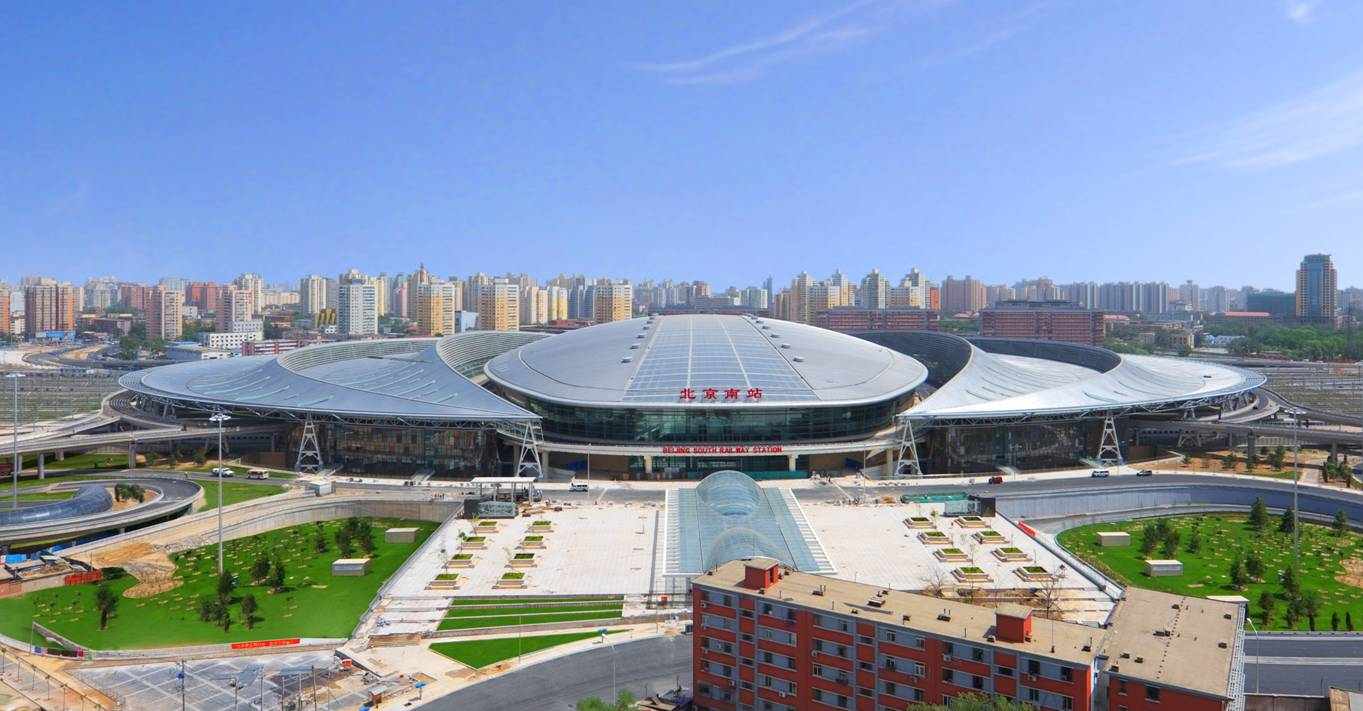
Pékin-Sud
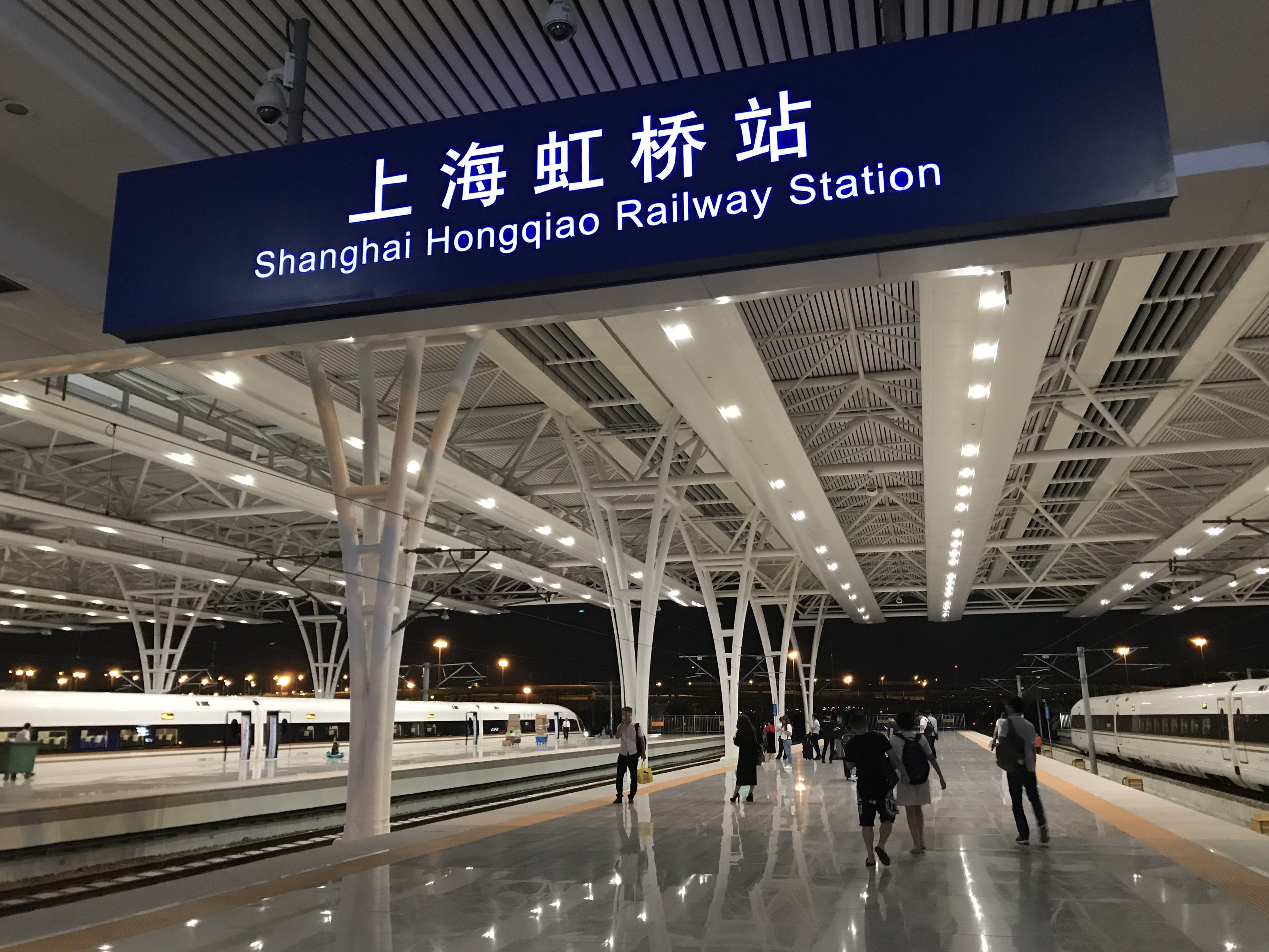
Shanghai-Hongqiao
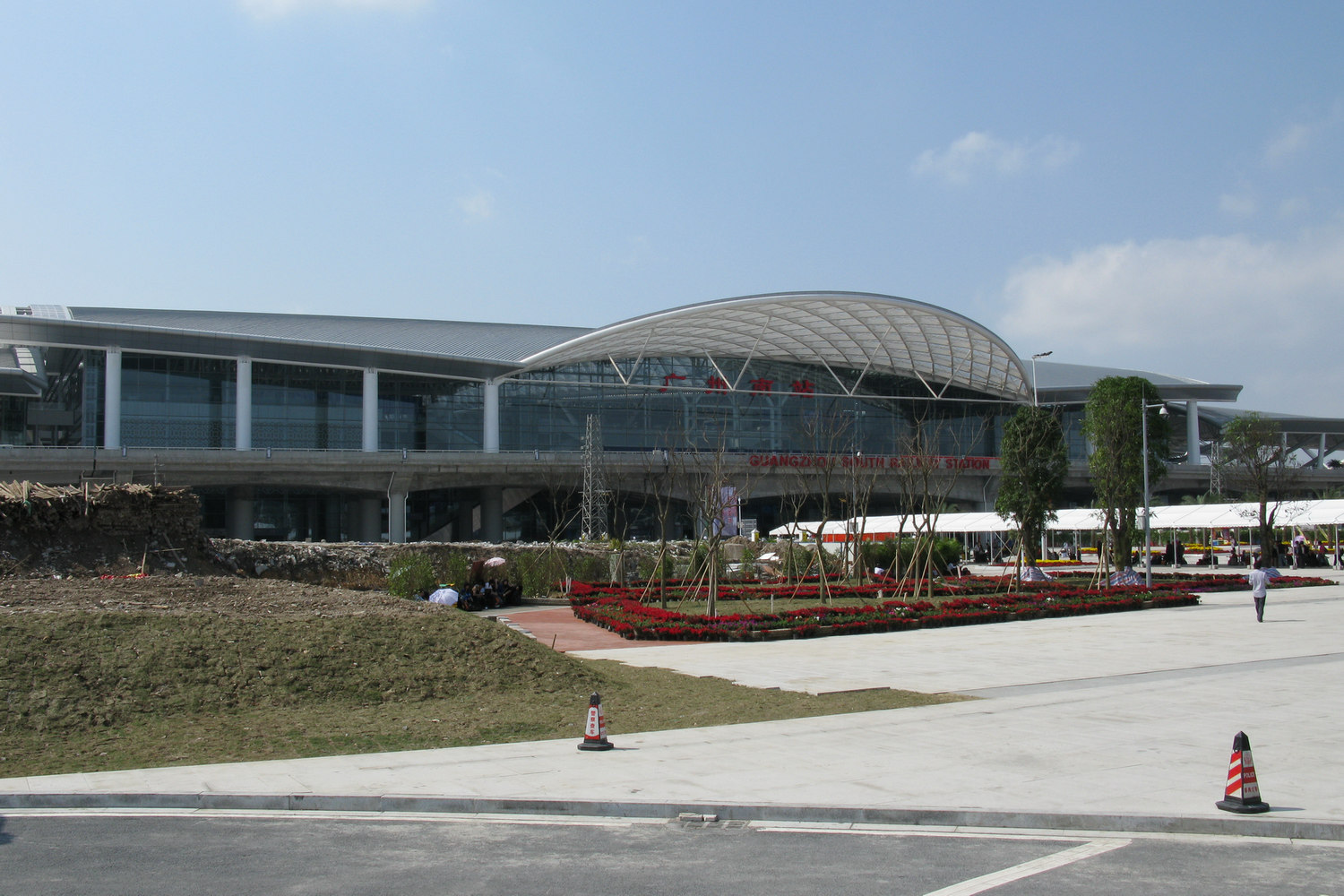
Guangzhou-Sud
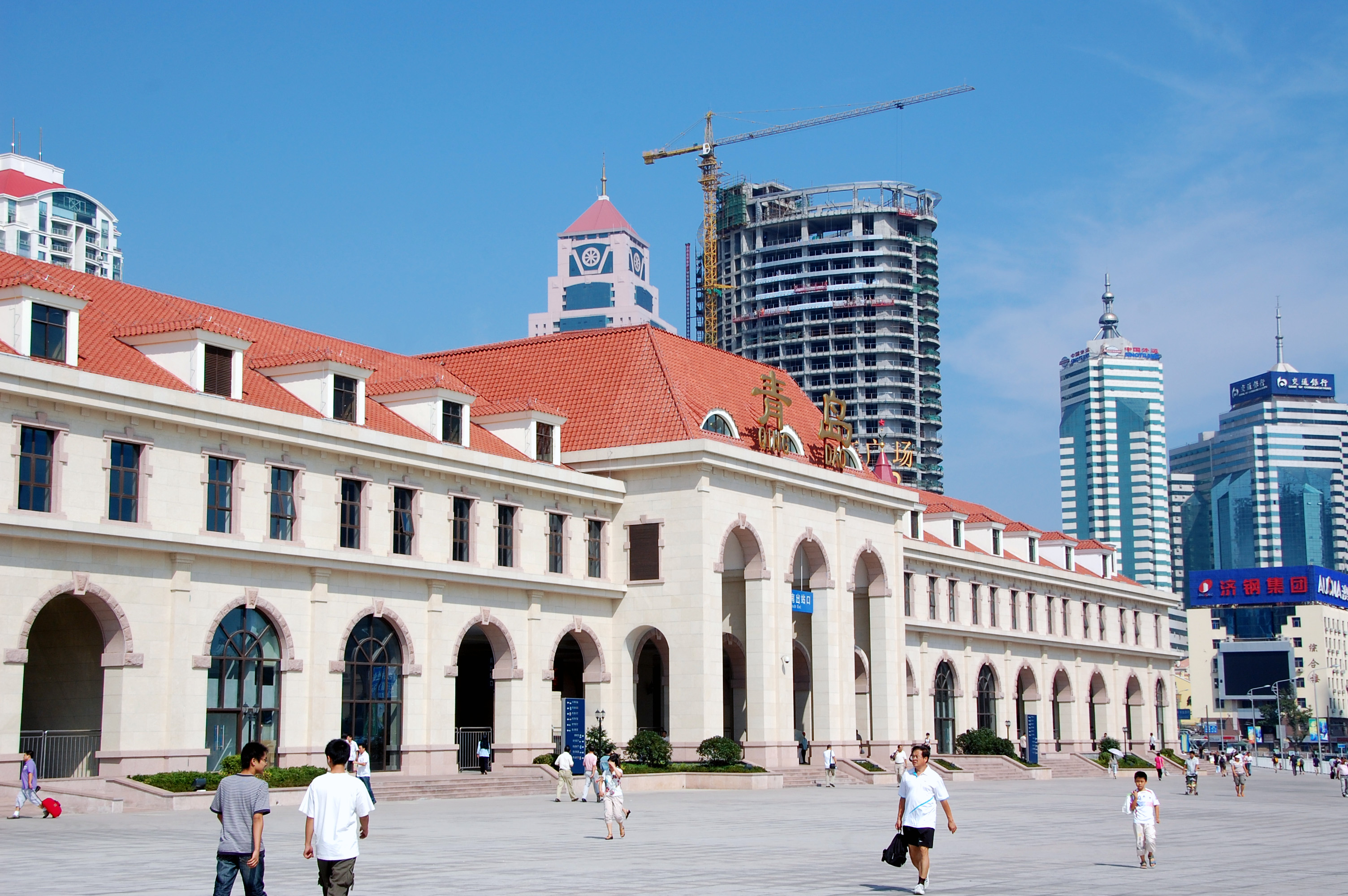
Qingdao
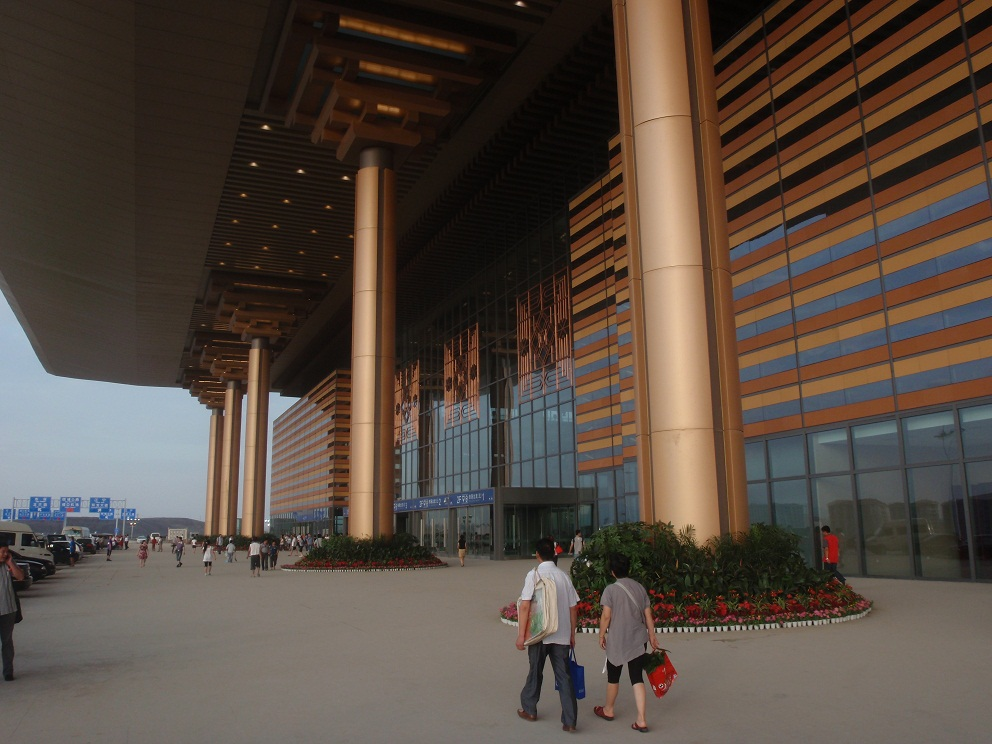
Nanjing-Sud
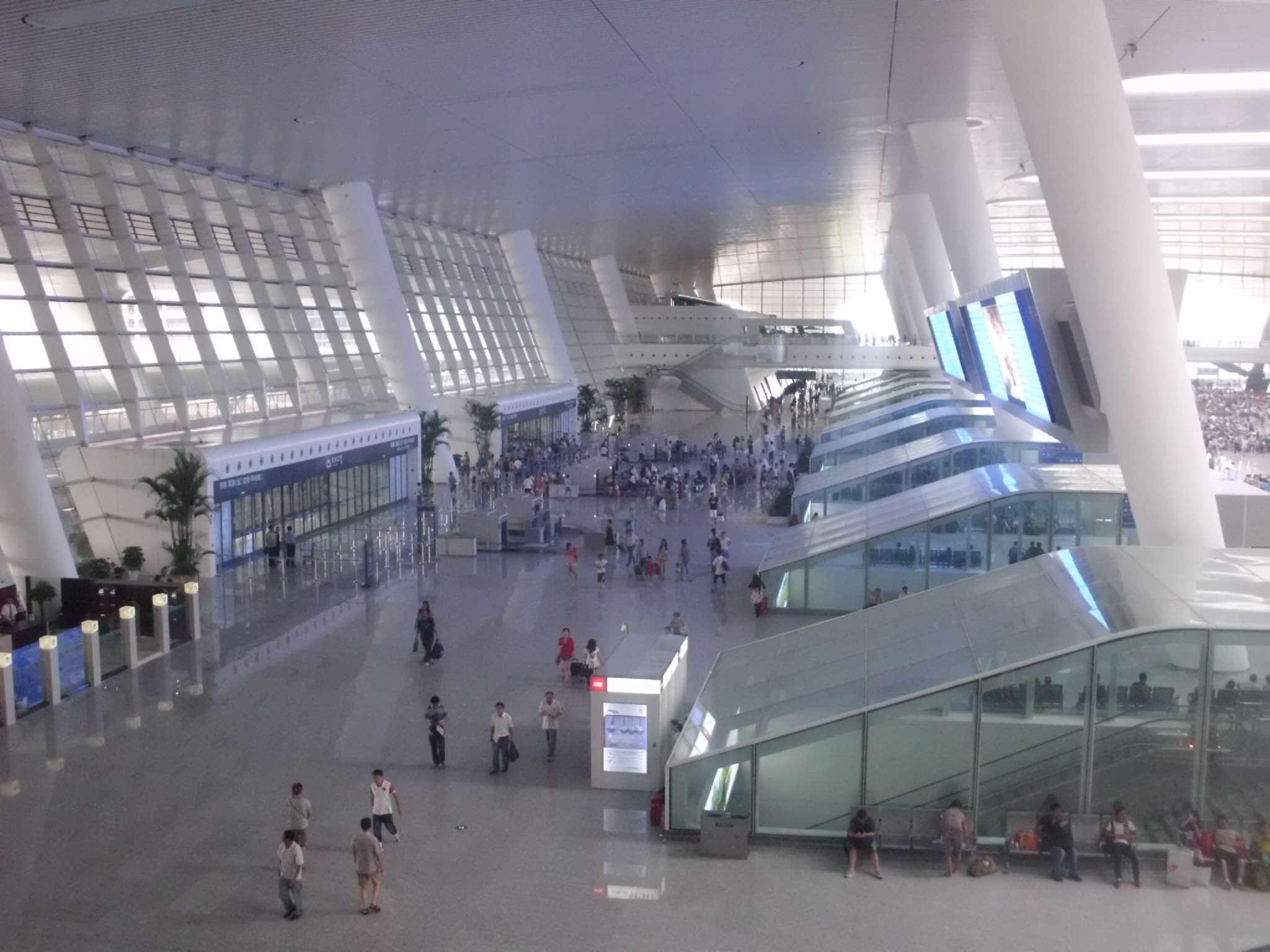
Hangzhou-Est
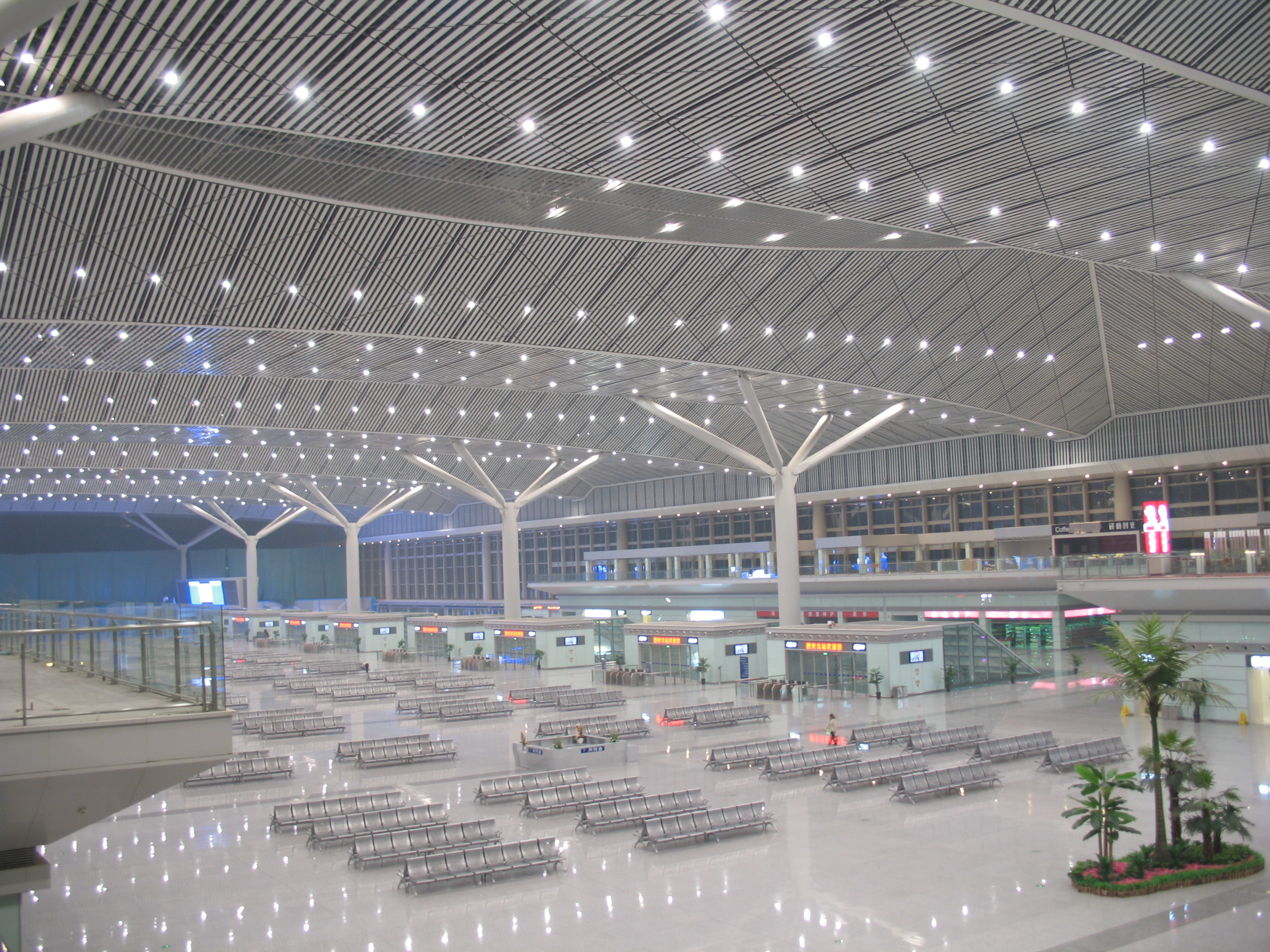
Xi'an-Nord

## Interconnexions internationales
- Transmongol : Oulan-Oudé - Oulan-Bator - Pékin
- Chemins de fer de l'Indochine et du Yunnan : Kunming - Haiphong
- Ligne ferroviaire Boten - Vientiane (Chine - Laos)[5]
- Ligne ferroviaire Chine - Népal[6]

## Sources
- (en) Cet article est partiellement ou en totalité issu de l’article de Wikipédia en anglais intitulé « Rail transport in China » (voir la liste des auteurs).